# 国鉄DE10形ディーゼル機関車
国鉄DE10形ディーゼル機関車（こくてつDE10がたディーゼルきかんしゃ）は、日本国有鉄道（国鉄）が開発・設計した中型ディーゼル機関車である。

## 概要
ローカル線の貨客列車牽引や入換用途を主目的として開発された。1966年（昭和41年）から1978年（昭和53年）にかけて708両が製造され、日本各地のローカル線で蒸気機関車を置き換え、動力近代化を促進した。
入換作業はもとより、臨時列車や貨物列車の牽引までをこなす高い汎用性から、国鉄の一形式単独としては唯一JR7社すべてに継承された。
製造数708両は、国鉄の一形式単独ディーゼル機関車としては最も多く製造された形式である。本形式から派生した車両として入換専用のDE11形（製造数116両）と除雪機DE15形（製造数85両）があり、これらを合わせた総数は909両にもなる。ただし、増備途上に事故廃車が2両あり、708両が揃ったことはない（後述、最大706両が在籍）。

### 登場の経緯
国鉄におけるロード・スイッチャー（支線用貨客列車の牽引と入換を兼用する機関車）としては、1957年（昭和32年）からDD13形を使用していた。しかし、同形式は軸重14 tで線路等級の低い支線区への入線が難しく、暖房用SG非搭載のため旅客列車への使用に制約があり（このために暖房車が用意されることもあった）、軸数の少なさから重入換の用途では制動力が不足するなどの短所を内包していた。そのため、支線区や入換用途でディーゼル機関車を汎用的に使用するための設計手法が模索されていた。
1962年（昭和37年）、本線用ディーゼル機関車であるDD51形でDML61系1,000 PS級V型12気筒ディーゼルエンジンが実用化されると、同系統の機関を1基搭載とした中形機の構想が具体化した。エンジンや変速機を1系統とするなど、部品点数の削減で保守性の向上と軽量化を図り、支線区でも広汎に使用できる機関車を目標としたもので、1963年（昭和38年）と1965年（昭和40年）の2回に分けてDD20形が試作された。しかし、同形式では軸重過大や粘着性能不足に起因する空転多発などの問題点が顕在化し、量産化は断念された。
DD20形の試用結果を受け、軸重・牽引性能と汎用性の両立を実現するため開発されたのが本形式である。動軸を5軸として13 t級の軽軸重を実現し(重入換用にSGを死重に変えれば軸重14tとすることも検討された)、3軸+2軸の台車配置・前後非対称の車体構造など、9600形やC58形の代替機として広汎に使用可能とするための設計が随所に盛り込まれた。

## 構造
※各部機器配置の説明にあたっては、ボンネットの長い側を「1端側」、短い側を「2端側」と記述する。
運転室を中央に、前後に機器類を収納するボンネットを配し、DD13形やDD51形と同様の凸型車体である。本形式は駆動機関が1台であるため、機器配置や重量配分の観点から1端側のボンネットが長い前後非対称の配置で、運転室が中心にない「セミ・センターキャブ」と呼称される形態である。
長い側（1端側）のボンネット内にはエンジンなどの駆動系と冷却系の機器を配置し、短い方（2端側）のボンネット内には軽油燃焼式の蒸気発生装置 (SG) を配置する。運転室のボンネット上面側に設けた煙突は1端側がエンジンの排気用、2端側は暖房用SGの排気用である。運転台側面下部には通票キャリア受器（タブレットキャッチャー）を設け、受器の前後2箇所に長方形のゴム製保護板を設ける。このため、側面の車両番号（車番）標記は受器の直下位置に移されている。外部塗色は車体が朱色4号、車体上部・屋根部がねずみ色1号で、塗装の境界部には白色の帯を車体全周に配する。
室内の運転台は横向きに（出入り口の反対側に、出入り口に向けて）2か所配置される。これは、入換作業や短区間の折返し運転を主目的としたため、運転士が座ったまま首を動かすだけで運転方向の切替が可能な設計である。運転席は人間工学を取り入れた視認性・操作性に配慮した仕様で、操作系は左手側にマスコンハンドル、右手側にブレーキ弁を配置した電車と同じ配置にした。また、ブレーキ弁は新性能電車と同様にハンドル角度に応じてブレーキ力が決まるセルフラップ式を採用している。運転士がブレーキハンドルを挿入すると、ハンドルを入れた側の運転台の車体外部側面にある運転位置表示灯が点灯し、地上にいる入換誘導員が運転士の位置を判断することができる。
線路規格の低い「丙線」での使用を考慮し軸重を13 t以下に抑え、かつ重量のある列車の入換作業にも使用可能な粘着力を得るため、軸数を5軸に増加し、すべてを動軸とする。台車は推進軸の関係で無心皿となっており、3軸+2軸の構成で、3軸台車は曲線区間での横圧を低減するため各軸箱がリンクで連結され各1軸が独立して左右動できる連接構造である。このため、UIC式などの軸配置表記は3軸台車の各軸を独立軸と見なし「AAA-B」となる。軸受を車輪の内側に配し、台車枠は減速機と一体化したインサイドフレーム方式で、軸箱支持装置は外側からは見えない。
運転整備重量は65.0 tで、DD13形（4軸・56.0 t）より増加しながらも5軸配置のため軸重は14 t から 13 tに減少し、さらに線路規格の低い簡易線を除いた大部分のローカル線で使用が可能となった。また車軸数の増加で得られるブレーキ力が強化され、入換使用時のブレーキ力不足問題も解消された。重連総括制御装置をもち、一般仕様の全機が重連運転可能である。DD51形とも総括制御により重連運転が可能だが、最高速度は75 km/hに制限される。
エンジンはV型12気筒ディーゼル機関のDML61ZA形 (1,250 PS / 1,500 rpm) を1基搭載する。これはDD51形用DML61Z形の給気冷却器（インタークーラー）の回路を別系路とし、ピストンを強化して定格出力の引き上げを図った機関で、液体変速機もDD51形同様のフォイト式を基に高低2段の速度切替が可能なDW6形を搭載する。特性の異なる3組のコンバータと2組の速度切替弁を内蔵し、これらを随時切り替えることで走行特性を本線での列車牽引（高速段 - 最高85 km/h）・入換作業（低速段 - 最高45 km/h）の双方に最適化する仕様である。冷却系機器は1端側前位に放熱器と送風機を設ける。過熱対策としてSG用の水を放熱器に散布する機構（ウォータースプレー）も備えており、側面の放熱器カバー上部に片側5組の撤水口を設ける。

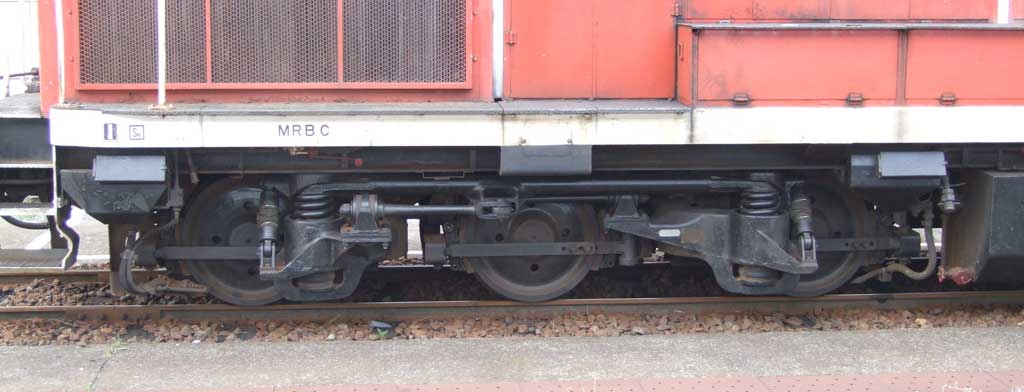
DE10 1535（真岡鐵道）の DT132A形三軸台車 （2007年6月23日 / 下館駅）
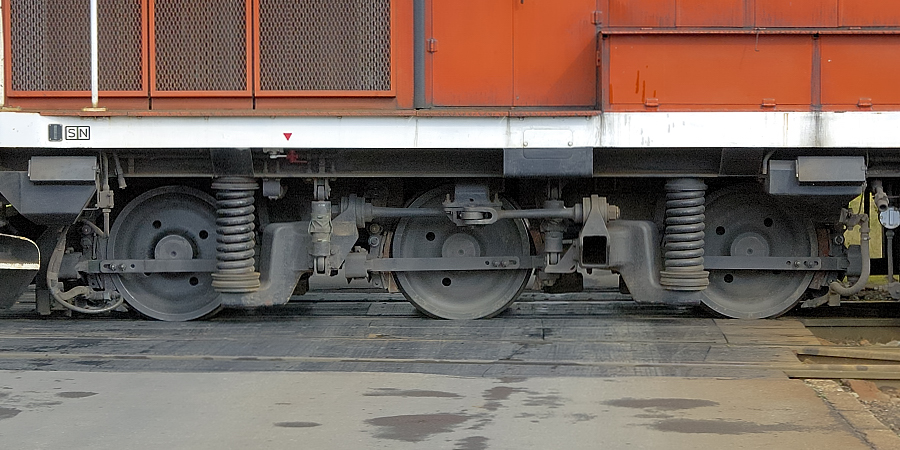
DE10 1742の DT141形三軸台車 （2007年10月20日 / 札幌運転所）
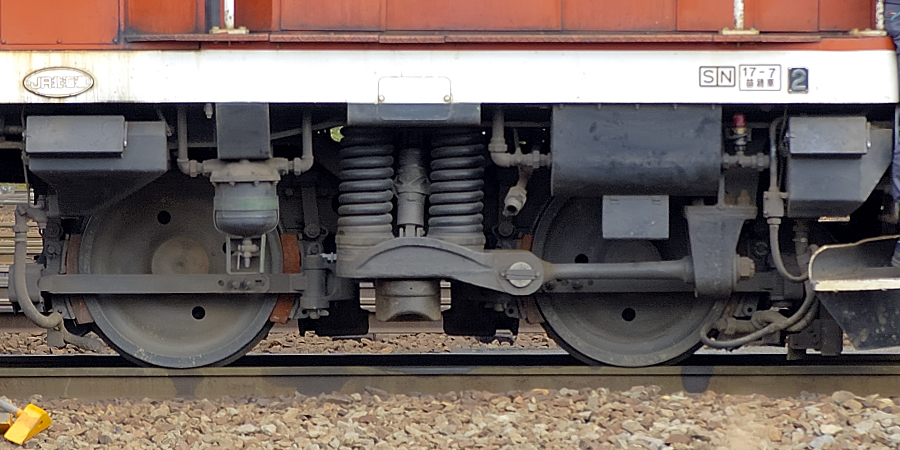
DE10 1742の DT131E形二軸台車 （2007年10月20日 / 札幌運転所）
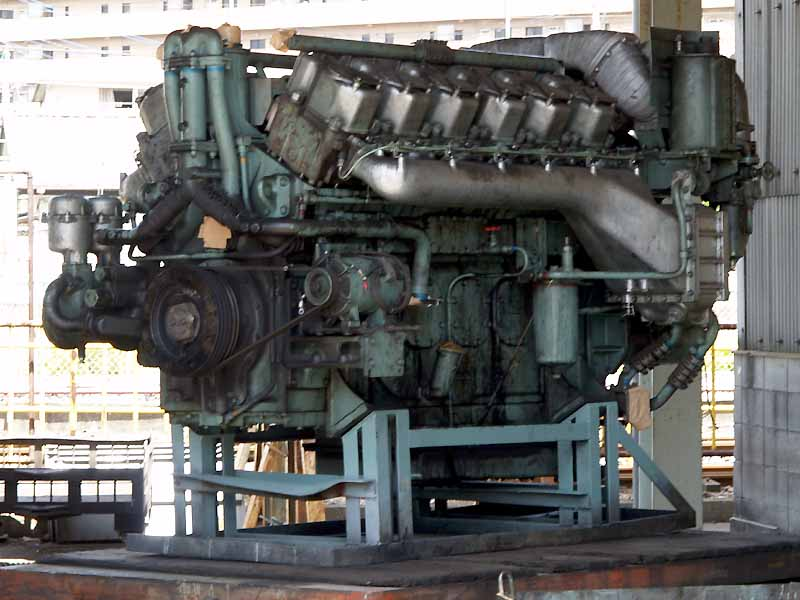
DE10形の主機関DML61ZB形 1000番台以降に搭載される出力増強形 （2007年5月26日 / 大宮車両所）

### 仕様区分
本形式は新造時や転属の際に、使用地域の気候条件を考慮した各種装備が付加された。配置された気候条件によって以下の仕様がある。
一般型（暖地仕様）
気候が温暖な地域に配置された標準的な仕様である。スノープラウは省略されることが多い。関東・中京・近畿・九州地区に配置されたものに見られる。
A寒地仕様
気候が極めて寒冷な地域で使用するための装備群で、主な追加装備は耐雪ブレーキ・スノープラウ・旋回窓・ジャンパ栓や砂撒管の凍結防止用加熱装置などである。北海道・東北地区の各線区や高山本線などに配置された。
B寒地仕様
気候が寒冷な地域で使用するための装備群で、主な追加装備はA寒地仕様に準じるが、旋回窓は装備せず、電熱式のデフロスタとワイパーを装備する。耐雪ブレーキも装備しない。山陰を中心とした中国地区・中央本線・磐越東線などに配置された。
このほか、蒸気発生装置 (SG) の有無があった。SGを搭載しないものは500番台・1500番台（900番台含む）として区別された（基本番台で搭載しない車両もある）。

## 番台区分

### 基本番台

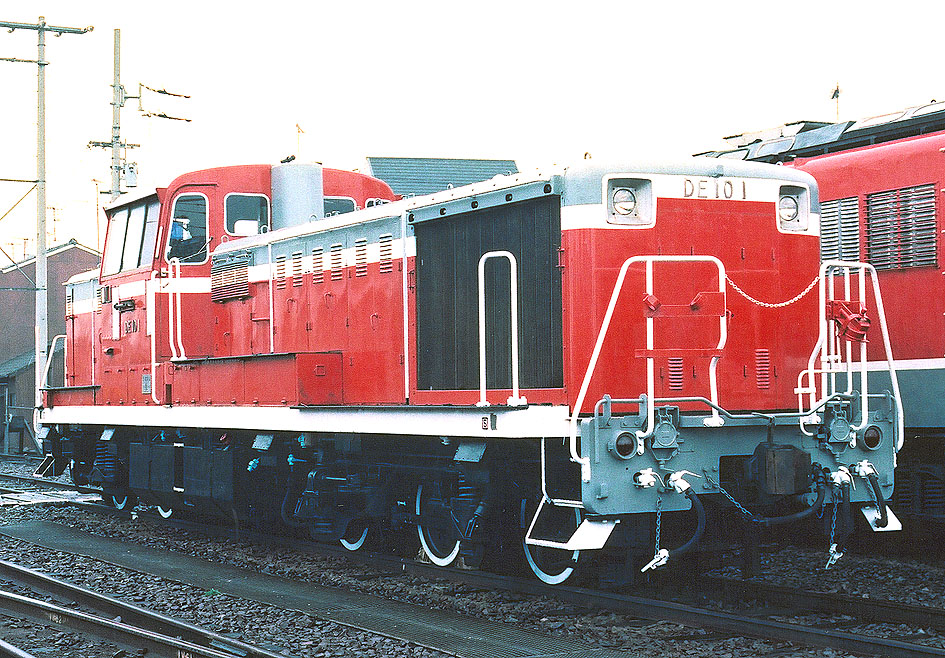
DE10 1

SG付きで、1966年（昭和41年）から1970年（昭和45年）にかけて158両 (DE10 1 - 158) が日本車輌製造・汽車製造・川崎車輛→川崎重工業（以下、900番台を除き同一）で製作された。
1966年（昭和41年）10月・12月に製造したDE10 1 - 4は試作機で、鋼板溶接構造の台車枠をもつDT132形（3軸）、DT131C形（2軸）を装備する。このうち日本車輌製造製のDE10 1・2は一般型（暖地仕様）、汽車製造製のDE10 3・4はB寒地仕様で落成した。1端側ボンネットの放熱器カバーは省略されており、2端側台枠上部の側面機器箱は運転台から車体端部に達する長い形状である。試作機のSG用水タンクの容量は2,000 L、燃料タンク（SGにも共用）の容量は計3,050 Lである。
1967年（昭和42年）製のDE10 5以降が量産機で、台車は鋳鋼製台車枠のDT132A形（3軸）、DT131E形（2軸）に変更された。ボンネットの放熱器カバーは中桟を2本配したカバー付き（一体形）に変更され、2端側の側面機器箱は容積を縮小した。量産機のSG用水タンクの容量は2,500 L、燃料タンク（SGにも共用）の容量は計2,580 Lである。
DE10 12 - 19は入換専用とするため、SGを搭載せず準備工事のみの仕様で製作された。
1987年（昭和62年）の国鉄分割民営化に際しては4両のみ四国旅客鉄道（JR四国）に継承されたが、1989年（昭和64年 / 平成元年）に廃車された。日本国有鉄道清算事業団（国鉄清算事業団）からの購入機などが一部の私鉄で残存していた。

### 500番台

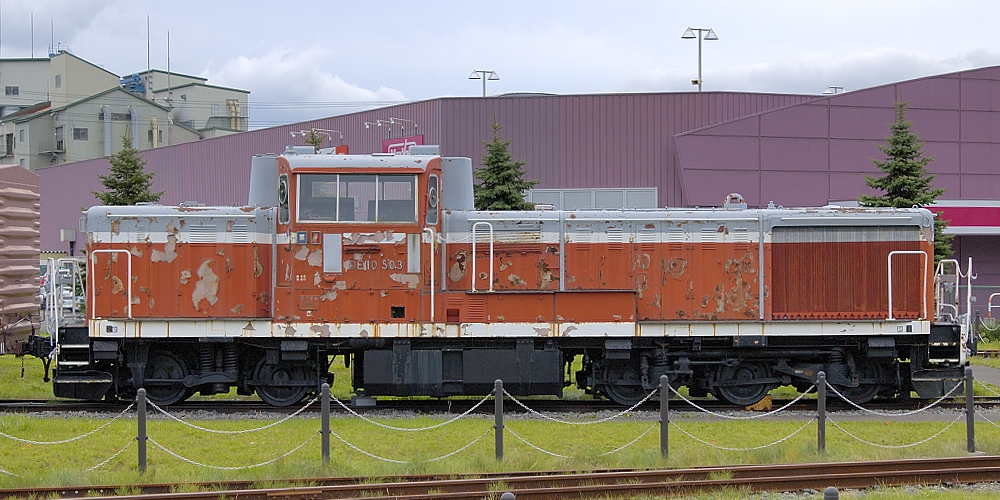
DE10形500番台 (DE10 503)
放熱器上部に撤水機構のない初期型
（2007年10月）

1968年（昭和43年）から1970年（昭和45年）にかけて74両 (DE10 501 - 574) が製作された。
基本仕様は基本番台のDE10 5以降と同一で、構内入換・貨物列車に用いるためSGを非搭載とした番台区分である。2端側機器室内のSG設置空間にコンクリートの死重、運転席下部の水タンク設置空間に鋼板を積み、基本番台と重量をあわせ牽引力を確保している。
SGの水タンクを装備せず、初期製作のDE10 501 - 519では放熱器の撤水機構を装備しない。DE10 520以降は専用の水タンク (1,000 L) を新たに設置し、基本番台と同様の撤水機構を装備した。
JRへの承継機はないが、国鉄清算事業団からの購入機が一部私鉄で残存している。

### 900番台

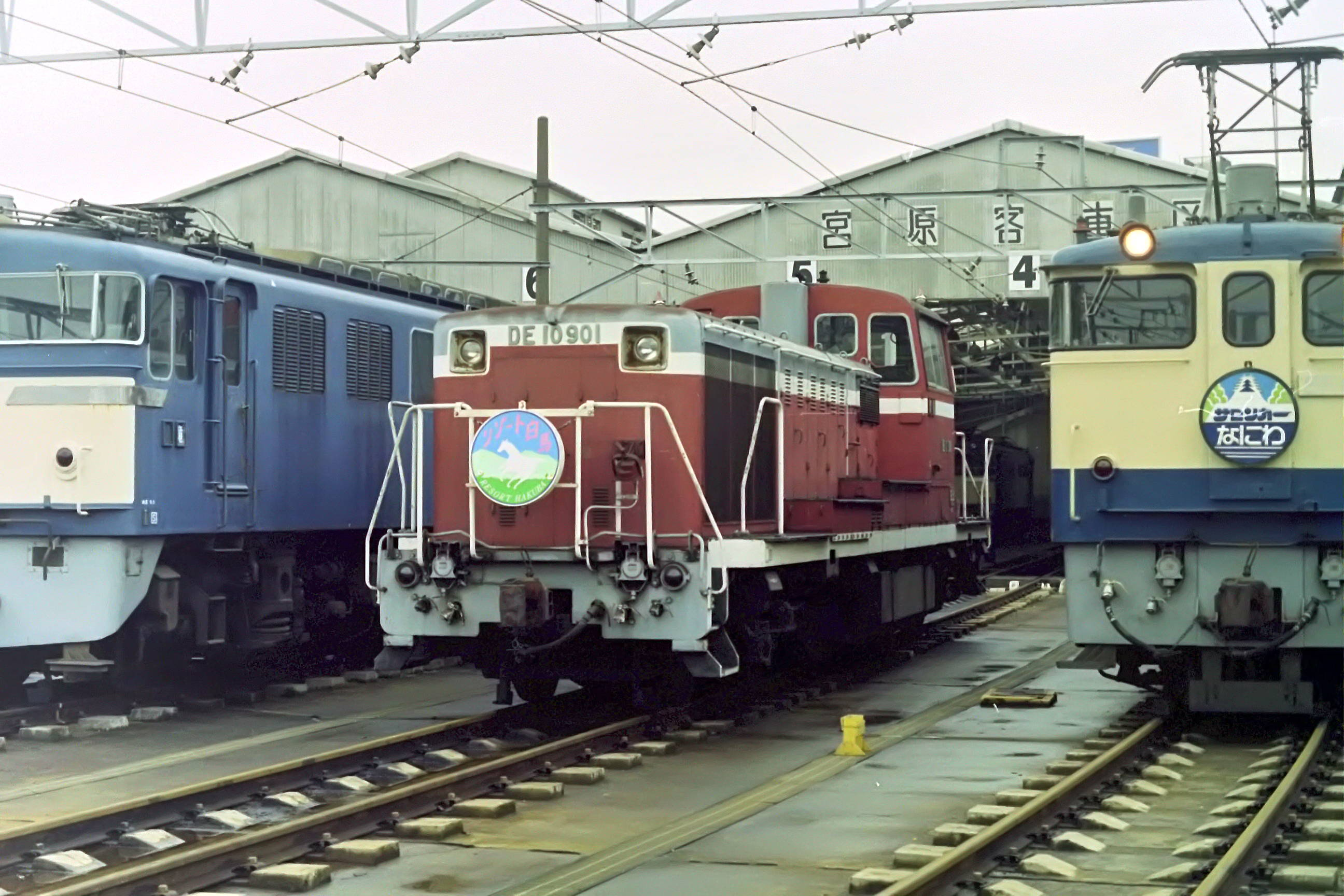
DE10 901
1991年 宮原運転所公開時

大規模操車場での重入換用試作機として、1967年（昭和42年）に1両 (DE10 901) が本形式では唯一となる日立製作所で製作された。
SGは非搭載、死重を積み重量を70 tに増やして軸重をDD13形と同じ14 tに引き上げている。運転席2端側は煙突を省略し、中央寄り2枚の正面窓を拡張している。2端側ボンネットは一般機より幅が狭く、前照灯の間隔も近い。入換専用とするため、重連総括制御装置は装備しない。
試用結果を踏まえ、量産機はDE11形として製作された。落成間もない1967年（昭和42年）12月、日立製作所製の自動操縦装置を取り付けて鷹取工場試運転線で自動操縦装置が試験を実施された。長らく吹田操車場で入換作業に従事し、その運用から離脱後は宮原機関区(後の宮原運転所)に収容、保管され、運転所公開時などには展示もされることがあったが、のちには廃車・解体処分された。

### 1000番台
1969年（昭和44年）から1973年（昭和48年）にかけて210両 (DE10 1001 - 1210) が製作された。
日本車輌製造の機関車製造部門は1970年（昭和45年）秋に名古屋製作所（本店）から豊川製作所（→豊川蕨製作所→豊川製作所）に移転したが、DE10 1060は新装した日本車輌製造豊川製作所で初めて製造した機関車である。DE10 1171は汽車製造（大阪製作所）の最終出場機関車であり、1973年（昭和48年）3月27日の出場時には小さなセレモニーが実施された。
基本番台の機関の設計を変更し、燃料噴射ポンプや予燃焼室の形状を改良して出力を向上したDML61ZB形 (1,350 PS / 1,550 rpm) を搭載した区分で、全機がSGを搭載する。DE10 1006以降は砂箱の容量を30 Lから40 Lに拡大、砂を出しやすい形状に変更した。
1972年（昭和47年）製のDE10 1153以降は3軸台車の揺れ枕支持機構を変更し構造を簡素化したDT141形に変更した。1973年（昭和48年）製のDE10 1188以降は運転室の天井に扇風機を設け、屋根上に扇風機カバーが突出している。DE10 1210・1610以降はボンネットの放熱器カバーは点検作業性向上のため、一体形から三分割形に変更された。

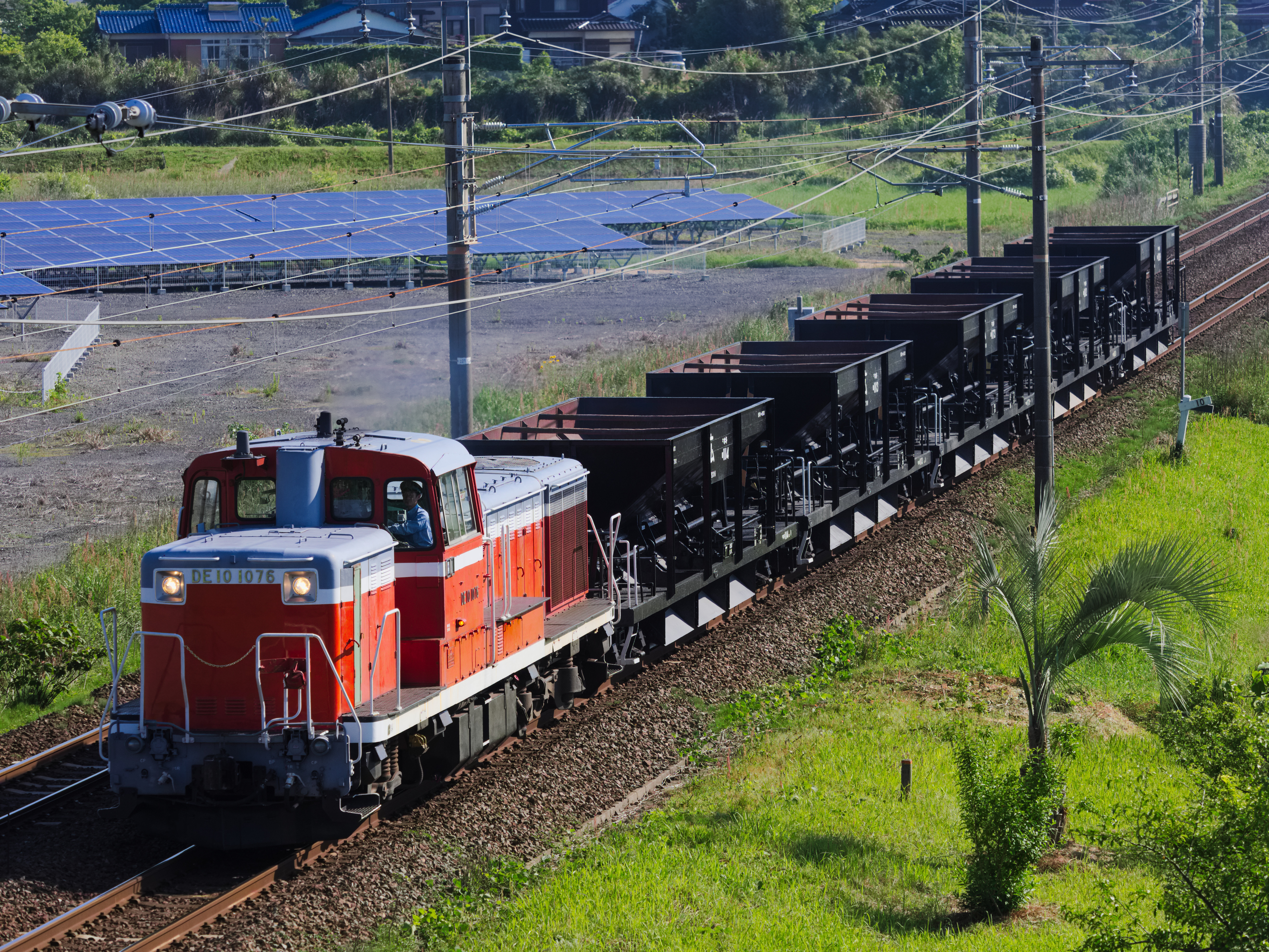
ホッパ車を牽引するDE10 1076（2017年5月18日）
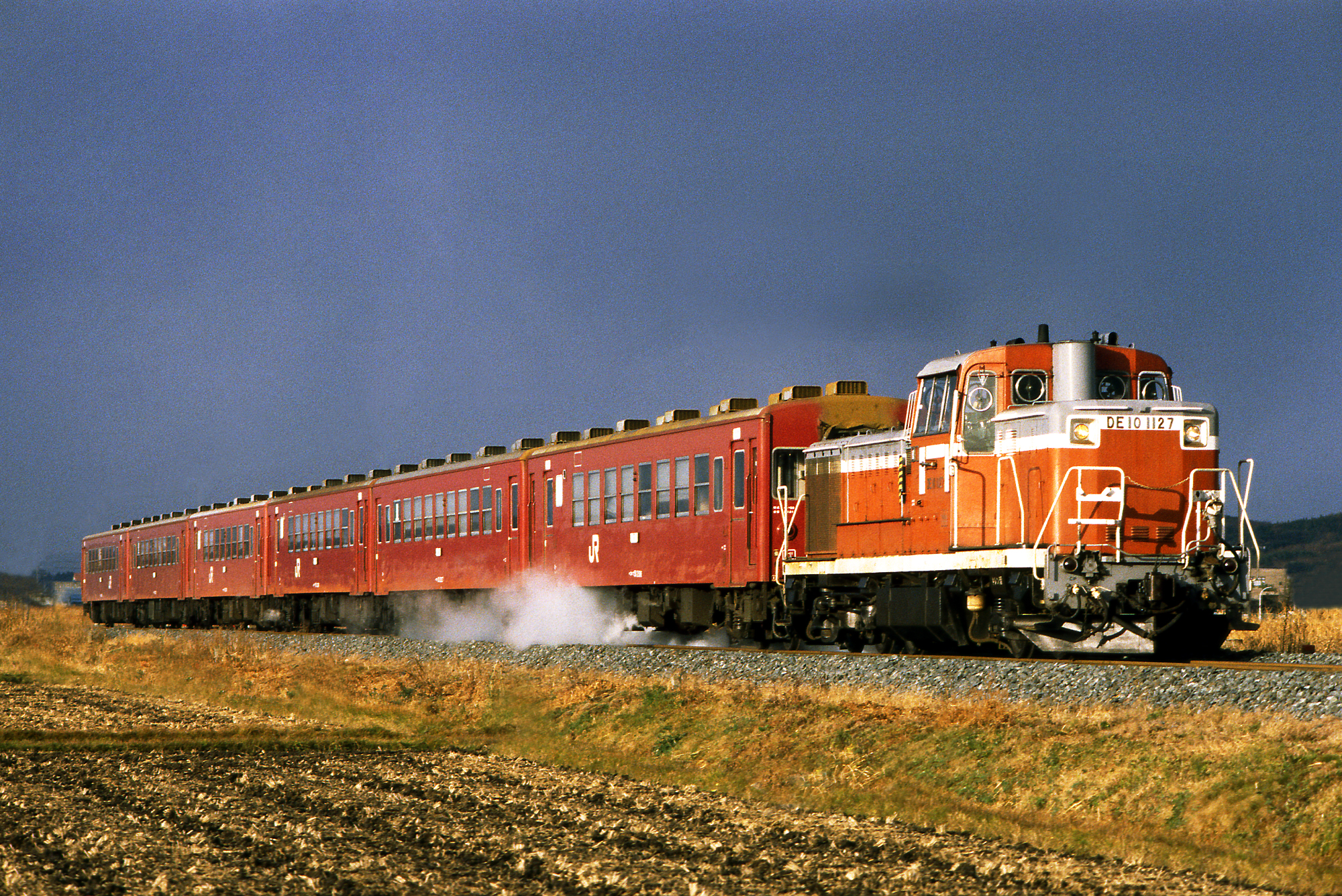
50系客車を牽引するDE10 1127 （1993年11月）
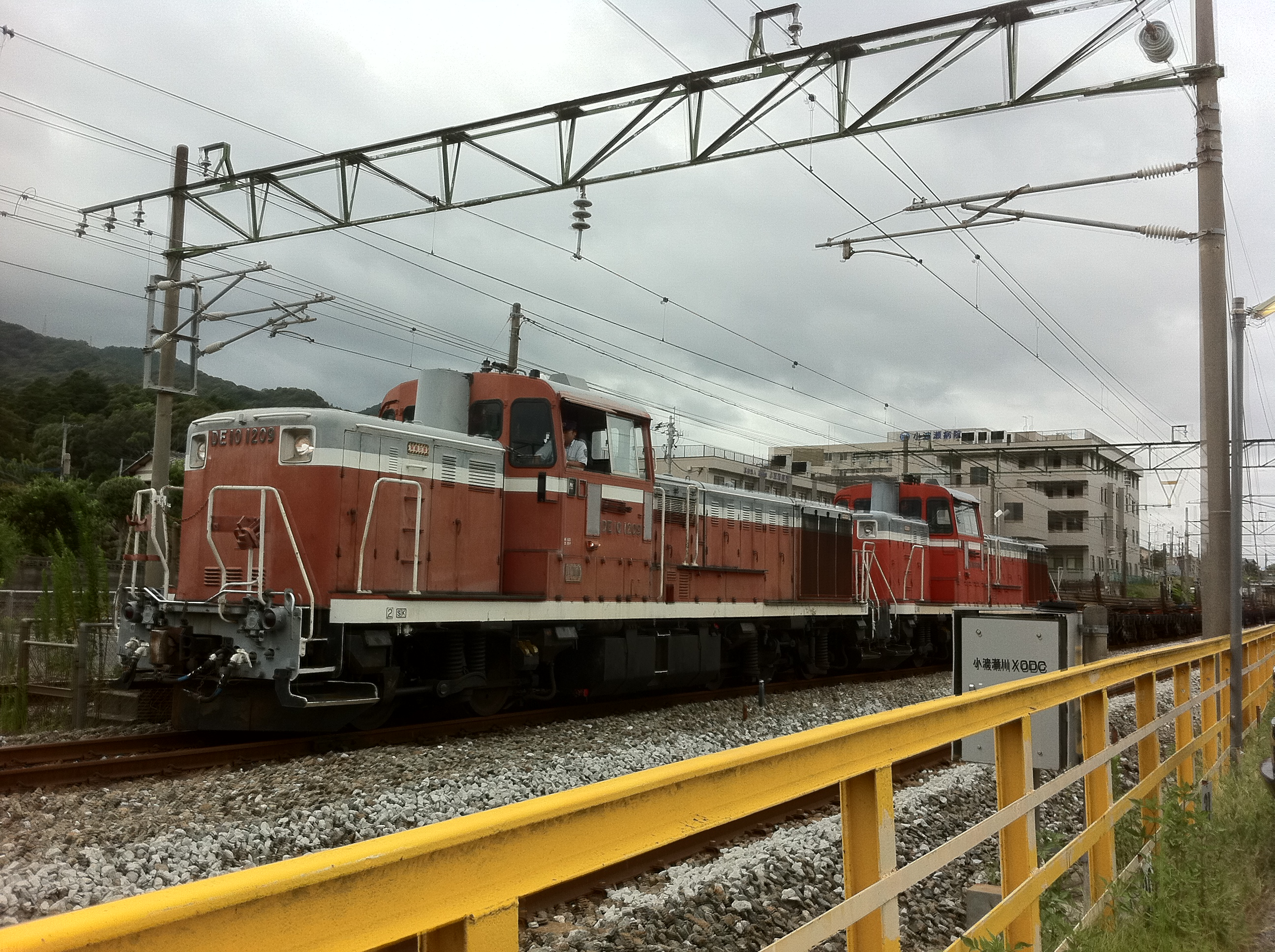
DE10 1209（小波瀬西工大前駅）

### 1500番台

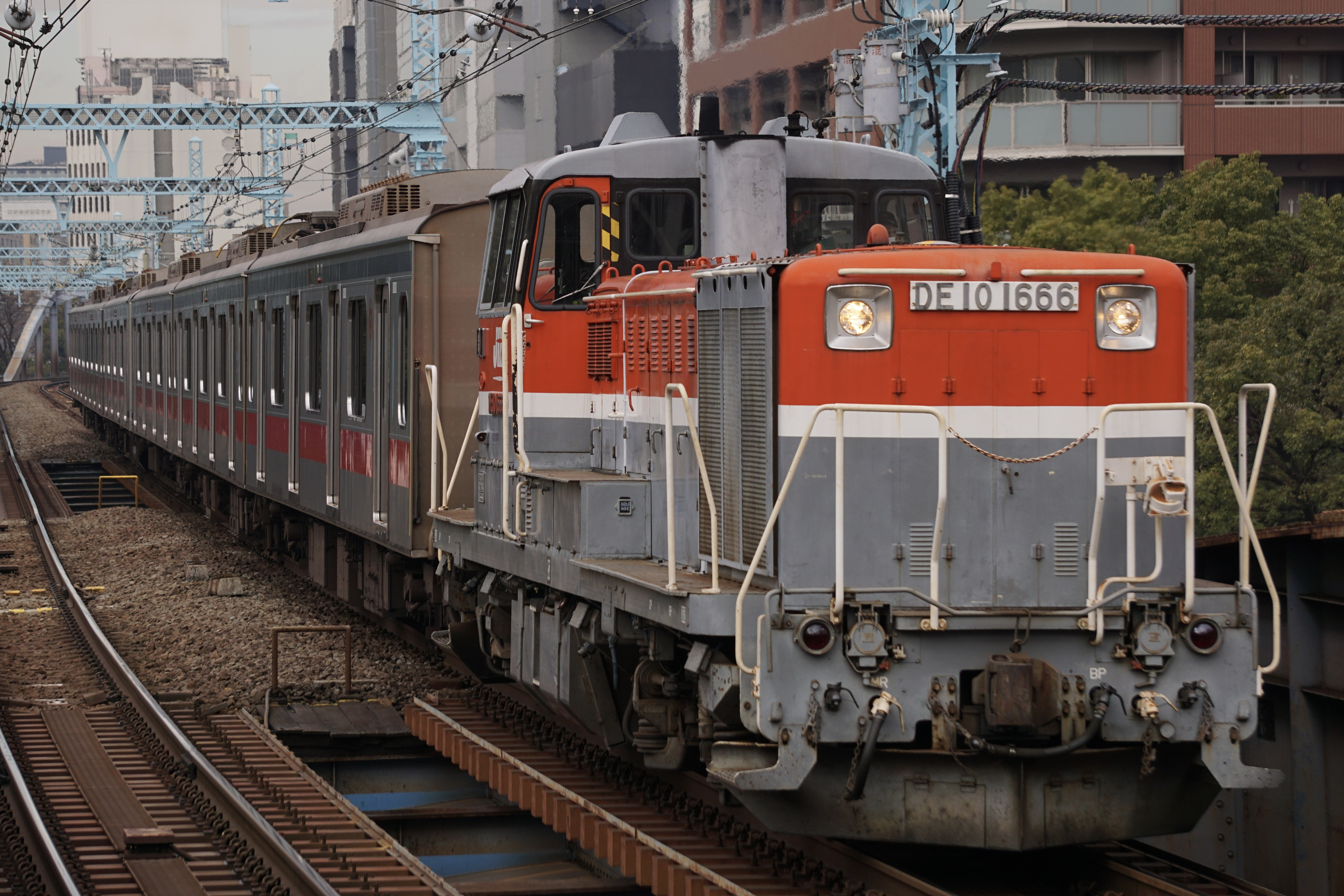
DE10 1666
（2021年12月17日 関内駅）

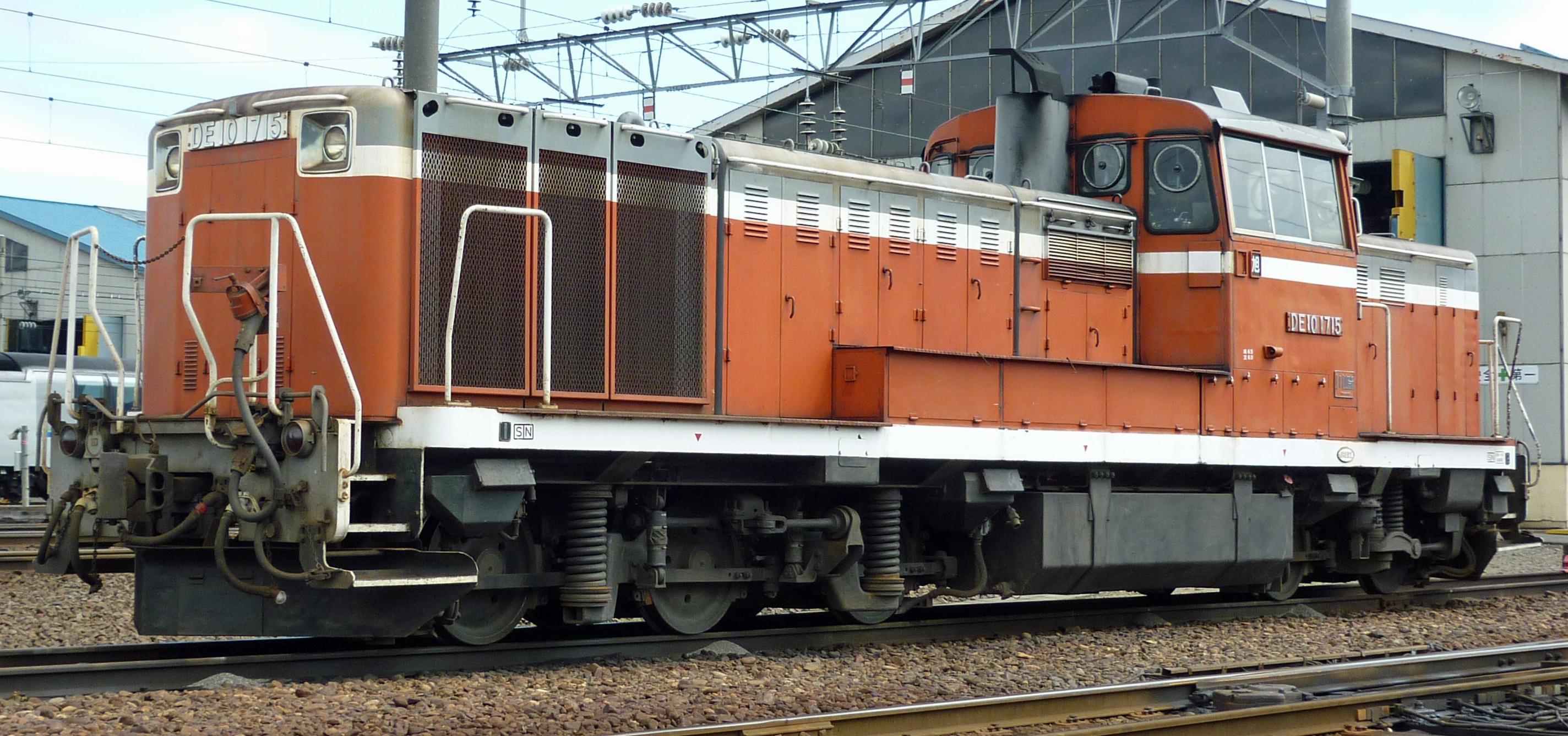
DE10 1715
（2009年8月14日 札幌運転所）

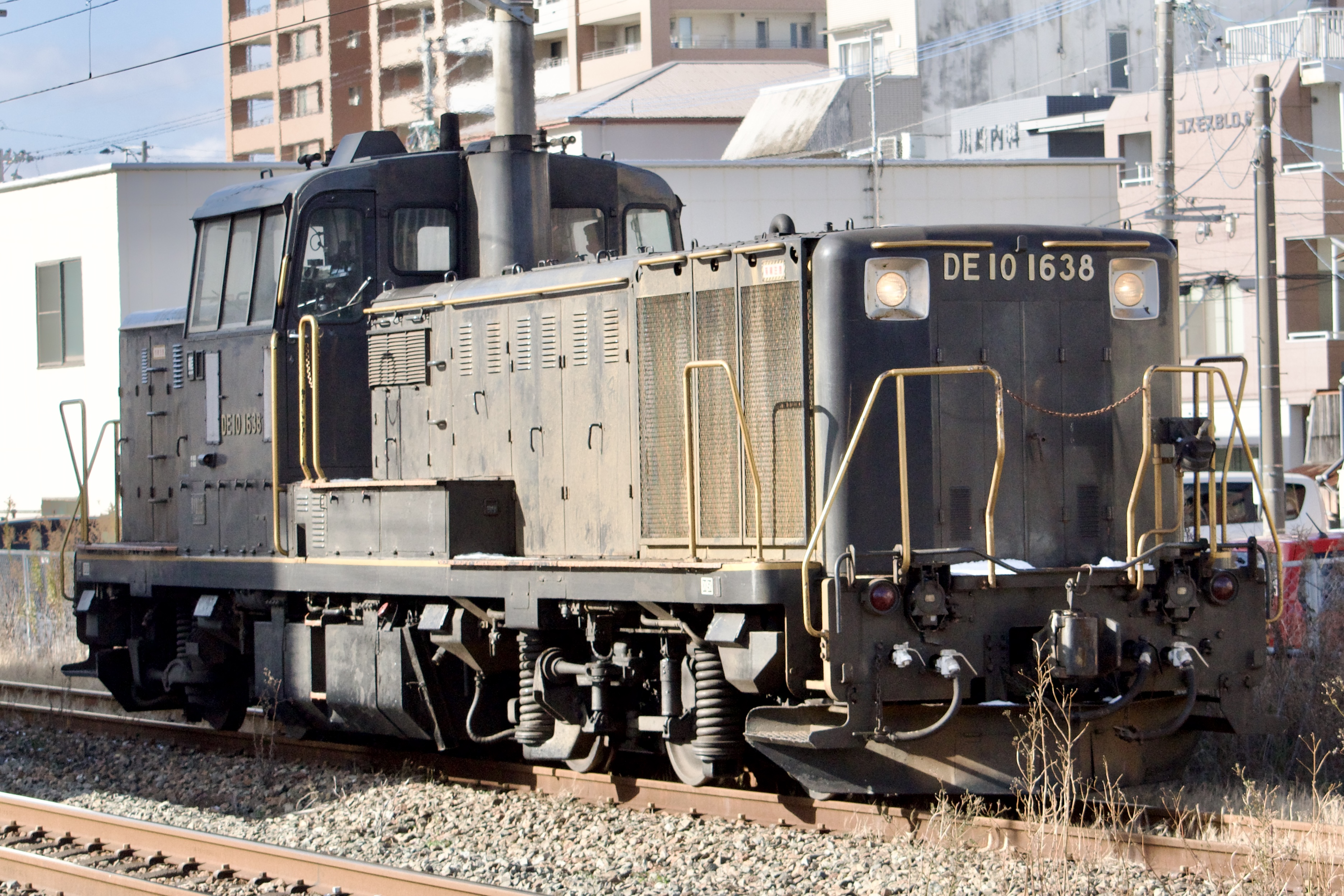
DE10-1638
（2025年1月13日 福工大前駅）

1970年（昭和45年）から1978年（昭和53年）にかけて265両 (DE10 1501 - 1765) が製作された。このうち、DE10 1737・1738は汽車製造を引き継いだ川崎重工業大阪工場（大阪車両部）の最終出場機である。以降の川崎重工業製は兵庫工場に移管された。
SGを装備しない500番台の機関を1000番台と同一のDML61ZB形に変更した区分で、積載する死重は運転台直下のものもコンクリート製に統一している。
1000番台と同時期に仕様変更が行われ、3軸台車のDT141形装備は1972年（昭和47年）製のDE10 1550以降、運転室の扇風機設置は1973年（昭和48年）製のDE10 1569以降になされている。

1000番台の製作終了後も本区分は1978年（昭和53年）まで製作され、製作の時期により1端側放熱器カバーの3分割化やナンバーのブロックプレート化、扇風機カバーの平滑化、2端側正面下部通風口の廃止などの変更がなされている。

### 3000・3500番台
東日本旅客鉄道（JR東日本）は除雪用としてモーターカーの導入を進めていることから、余剰となったDE15形（機関車部）が、日本貨物鉄道（JR貨物）に売却され、本形式への改造工事を施したものである。ラッセルヘッドの連結が不要となったことから、ラッセルヘッドを連結する密着連結器や電気連結器、空気配管の装備をすべて撤去している。また保安装置もJR貨物対応のものとされた。
改造機のうちDE15形1000番台を種車とするものはDE10形3000番台に、DE15形1500・2500・2550番台を種車とするものはDE10形3500番台に改番された。
2009年（平成21年）8月27日に大宮車両所をDE10 3511（旧DE15 1539）が出場、同年9月7日にはDE10 3501（旧DE15 1510）が出場した。

## 運用の変遷

### 国鉄時代
1966年（昭和41年）製の試作機4両は暖地仕様（DE10 1・2）を松山気動車区に、B寒地仕様（DE10 3・4）を一ノ関機関区に配置し、試験運用を開始した。
主に支線区の旅客列車・貨物列車のほか、各地の車両基地や操車場で入換に重用されたが、中には短区間ながら「あかつき」の早岐 - 佐世保間や「日本海」「つるぎ」の米原 - 田村間で特急仕業にもついた。
1975年（昭和50年）の動力近代化完了以降は、旅客列車の電車・気動車化、貨物輸送量の減少による支線区の貨物列車廃止、さらには線区自体の廃止などもあって列車牽引の運用は減少に転じ、1984年（昭和59年）の貨物輸送体系転換では操車場の機能見直しから入換用途も減少した。基本番台・500番台を中心に大量に淘汰が開始され、機能停止した操車場に休車の本形式が多数留置されることとなった。
増備途上の1976年（昭和51年）2月19日付でDE10 1190（熊本機関区配置）が、1979年（昭和54年）7月11日付でDE10 1167（竜華機関区配置）が事故により廃車されている。また、追分機関区の火災により1976年（昭和51年）8月4日付でDE10 1744が廃車されている。同機は1975年（昭和50年）7月23日付で入籍、機関区火災は1976年4月に起きたことから稼働期間は9か月ほどで、本形式では最も短命となり、新製から1年ほどで廃車となった。
最大706両が在籍したが、1987年（昭和62年）国鉄分割民営化時には基本番台がJR四国に4両、500番台は全機が廃車（JRグループ継承分）となり、1000番台が173両、1500番台が184両、約半数となる361両がJR旅客6社・貨物会社に承継された。前述したが、JRグループ以外に日本国有鉄道清算事業団（国鉄清算事業団）からの購入機などが一部の私鉄で残存していた。

## 現況

### JR北海道

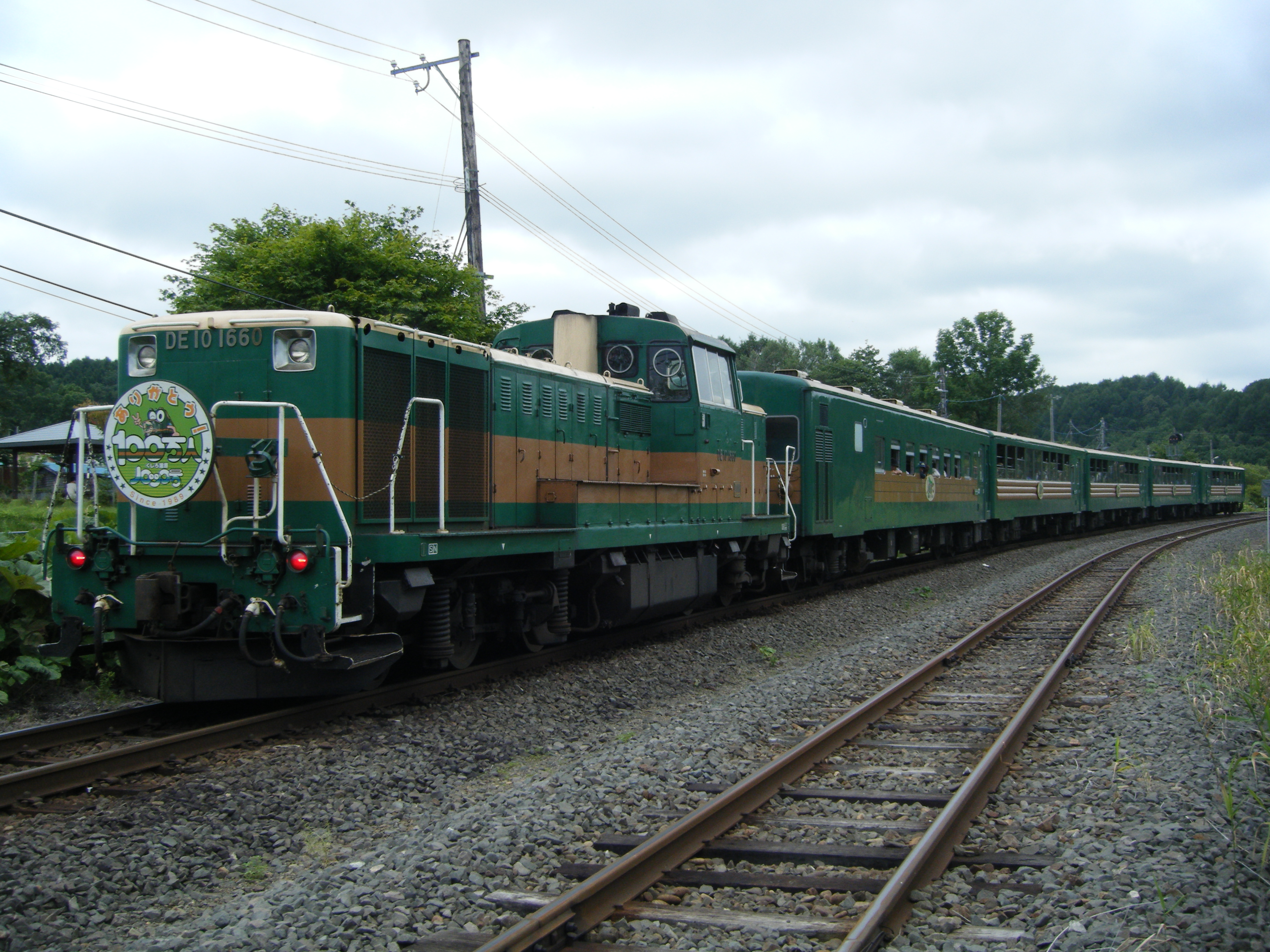
DE10 1660ノロッコ塗装
（2008年8月）

北海道旅客鉄道（JR北海道）には23両が承継された。各地で入換に使用するほか、急行「天北」（名寄 - 稚内間）運用や釧網本線の貨物列車運用にも使用された。
2020年（令和2年）4月時点で函館運輸所に3両、旭川運転所に4両、釧路運輸車両所に3両の計10両が配置されている。旭川配置機は主に札幌運転所での入換に使用されるほか、釧路配置機は主に「ノロッコ号」、秋に走る斜里までの「砂撒き」、「SL冬の湿原号」の代走に使用される。函館運輸所配置機には、青函トンネル区間の非常時救援用としての役割を兼ねるものもある。

### JR東日本

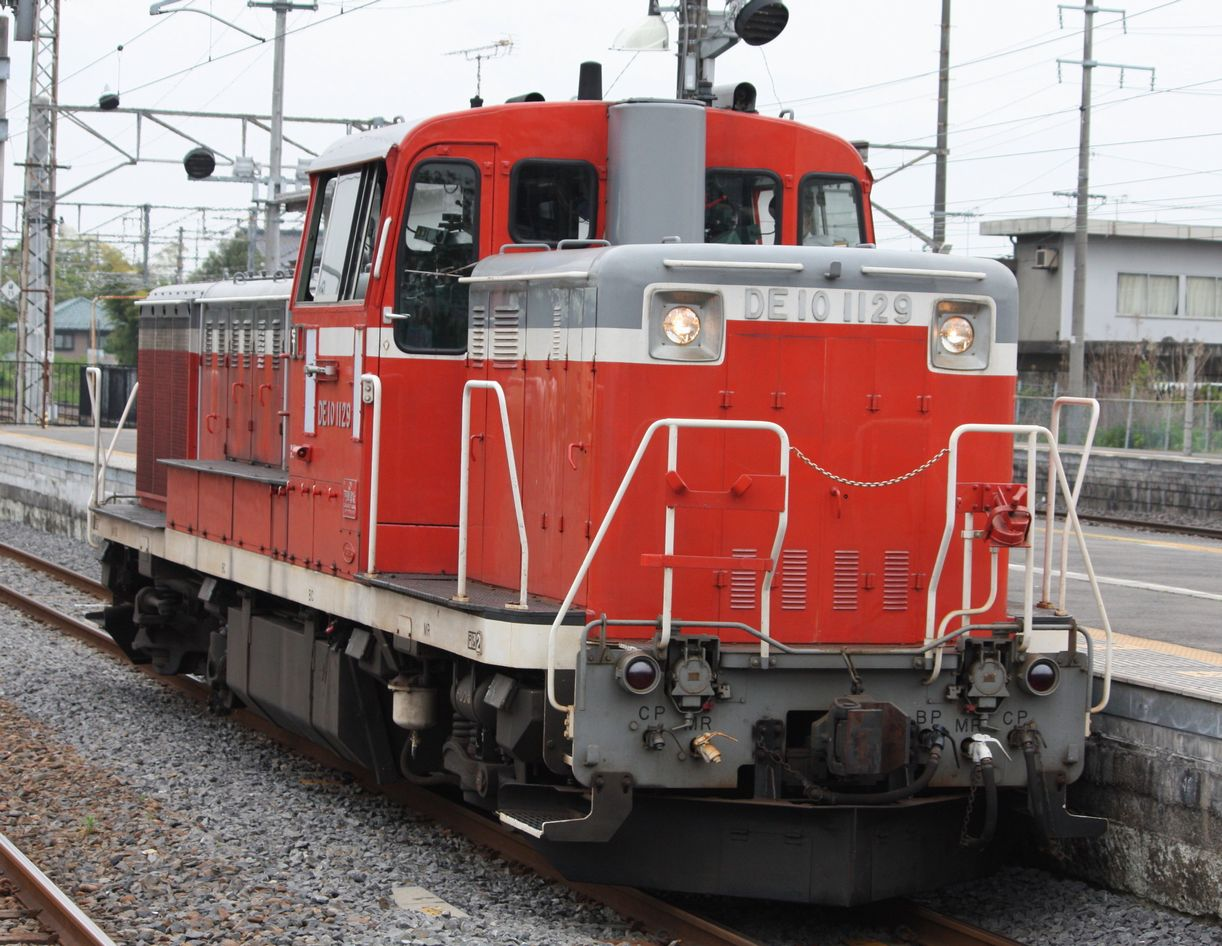
ATS-P設置のため、2端側も観音扉に改造されたJR東日本のDE10

東日本旅客鉄道（JR東日本）には68両が承継された。主に各配置区を中心とした入換作業や工事臨時列車、工場への入出場列車の牽引に使用される。
承継された車両の中にはDE10 1759や、のちにJR貨物に譲渡されたDE10 1701のようにDD14形と総括制御可能なように改造された車両もあり、この改造を受けた車両は未改造の車両と総括制御ができなくなっていた。DD14形の廃車が進行すると、これらは順次復元改造を受けた。
2024年（令和6年）10月現在では、盛岡車両センターに4両、秋田総合車両センター南秋田センターに1両、新潟車両センターに2両、ぐんま車両センターに9両、郡山総合車両センターに5両の合計22両が配置されている。このうち、ぐんま車両センター配置のDE10 1705の塗装はぶどう色2号と白帯になっており、イベントや臨時列車牽引に使用される機会も多いが、近年は「SLぐんま みなかみ」などSL列車被牽引客車の入換仕業での運用に留まっている。また、郡山総合車両センター配置で会津若松派出所に常駐するDE10 1124は、1972年（昭和47年）の新潟県弥彦神社参拝に伴う越後線・弥彦線でのお召し列車本務牽引機としての充当経歴がある。

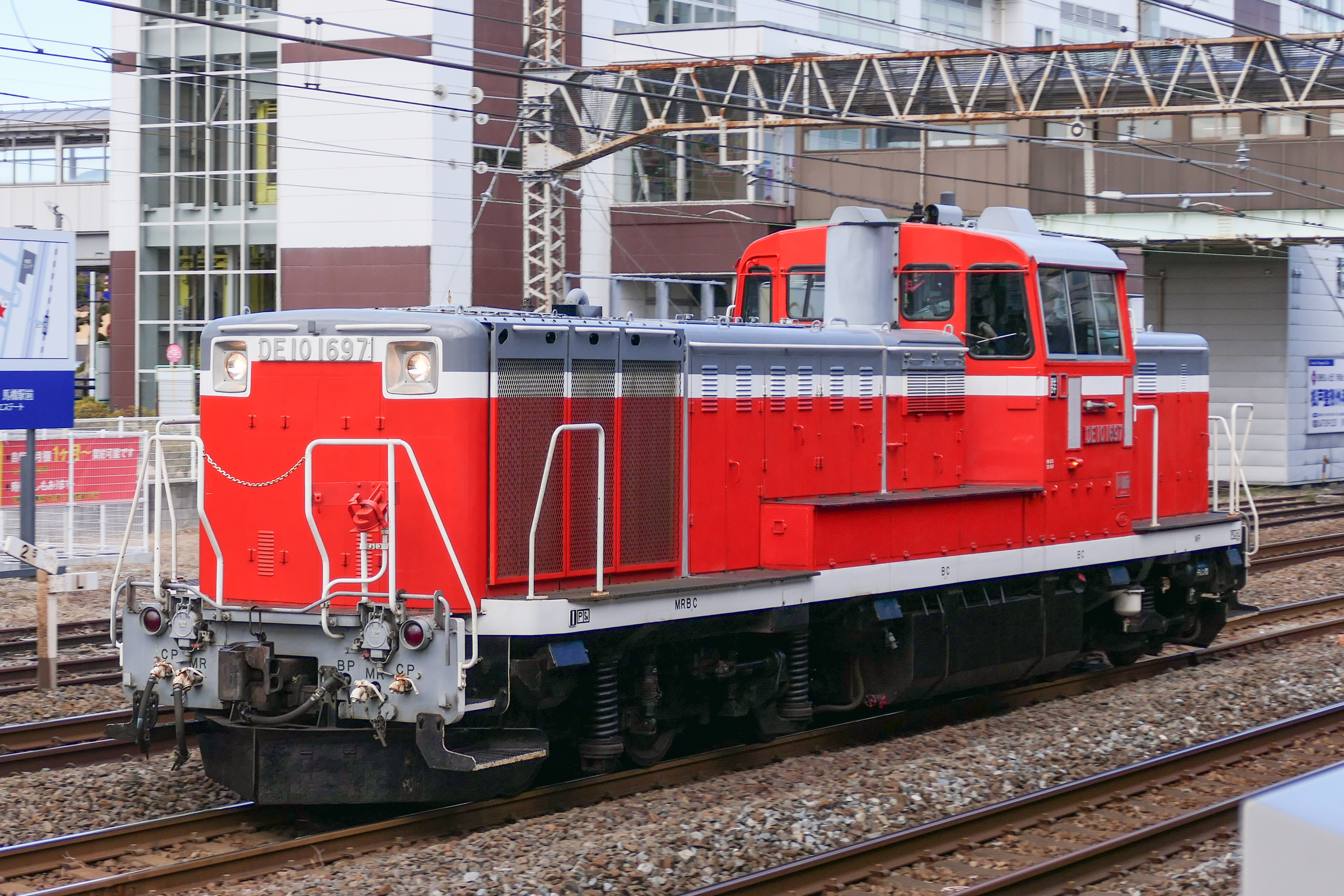
DE10 1697（2023年1月 馬橋駅）

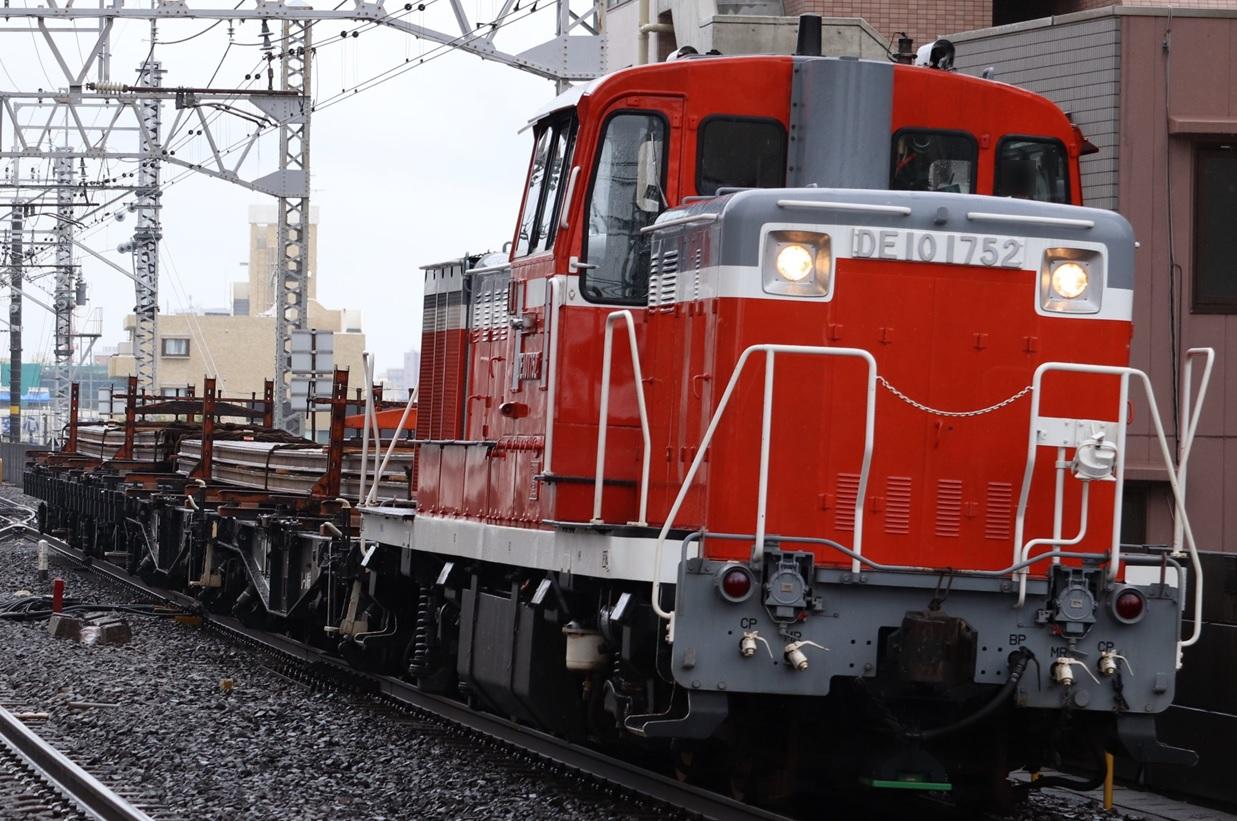
DE10 1752（2020年11月 市川駅）

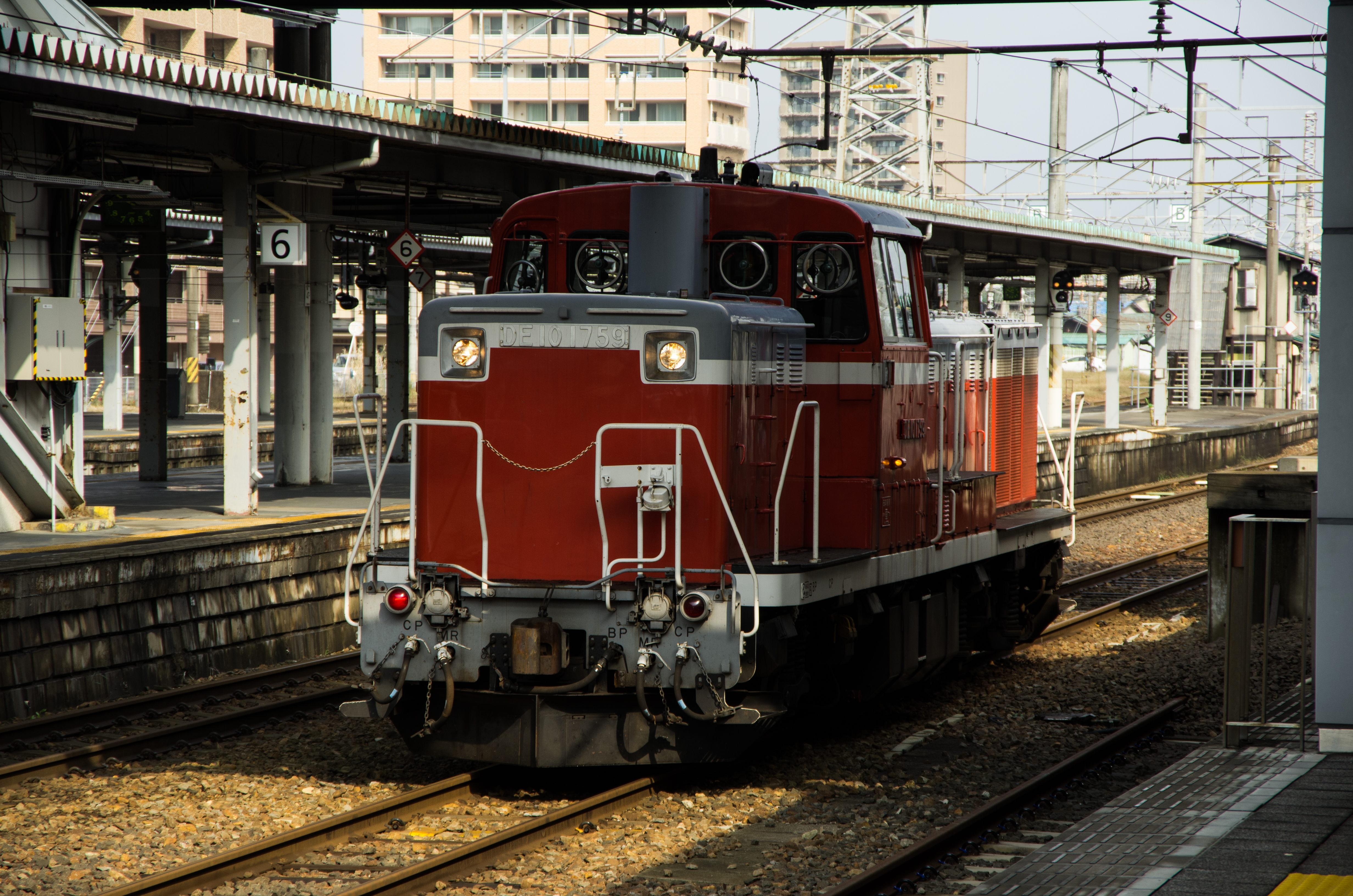
DE10 1759（2011年10月 秋田駅）

2017年（平成29年）3月からは車両基地の合理化に伴い、宇都宮運転所の車両配置がなくなり、首都圏の本形式はDE11形とともに高崎車両センター高崎支所に集中配置するようになった。高崎のほか田端運転所（田端・尾久地区）に常駐する。他地域と同様、車両基地内での入換や工事臨時列車などでの使用が主である。総武本線120周年記念号など、イベント列車の牽引機にも使用されることがある。
また、首都圏に配置されている車両のすべてと、他地域でも一部の車両は保安装置がATS-Pの区間を走行するため、2端側ボンネット内にATS-P機器を搭載している。この機器の設置および整備のために2端側も1端側と同様の観音扉に改造しており、他社が保有するDE10形とは表情が異なる。
一時期は特急列車の定期運用が存在した。1990年（平成2年）に開始された山形新幹線福島 - 山形間建設工事による迂回措置で、寝台特急「あけぼの」が同年7月より奥羽本線から陸羽東線経由に変更されたために小牛田 - 新庄間を重連で牽引した。1997年（平成9年）3月ダイヤ改正で同列車が上越線・羽越本線経由に変更され、当該運用は終了している。

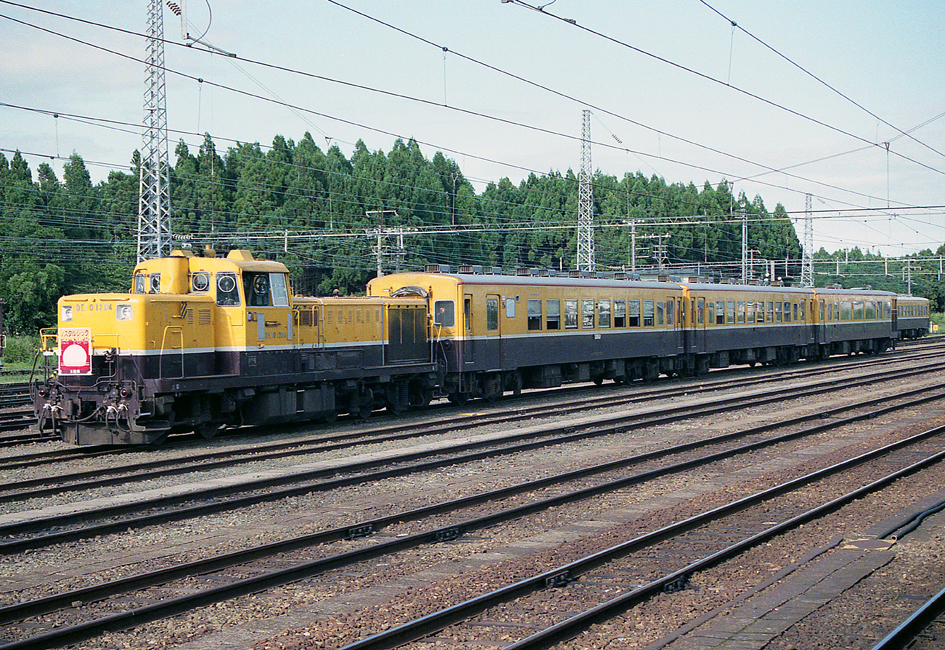
「ノスタルジックビュートレイン」用の DE10 1204 1992年
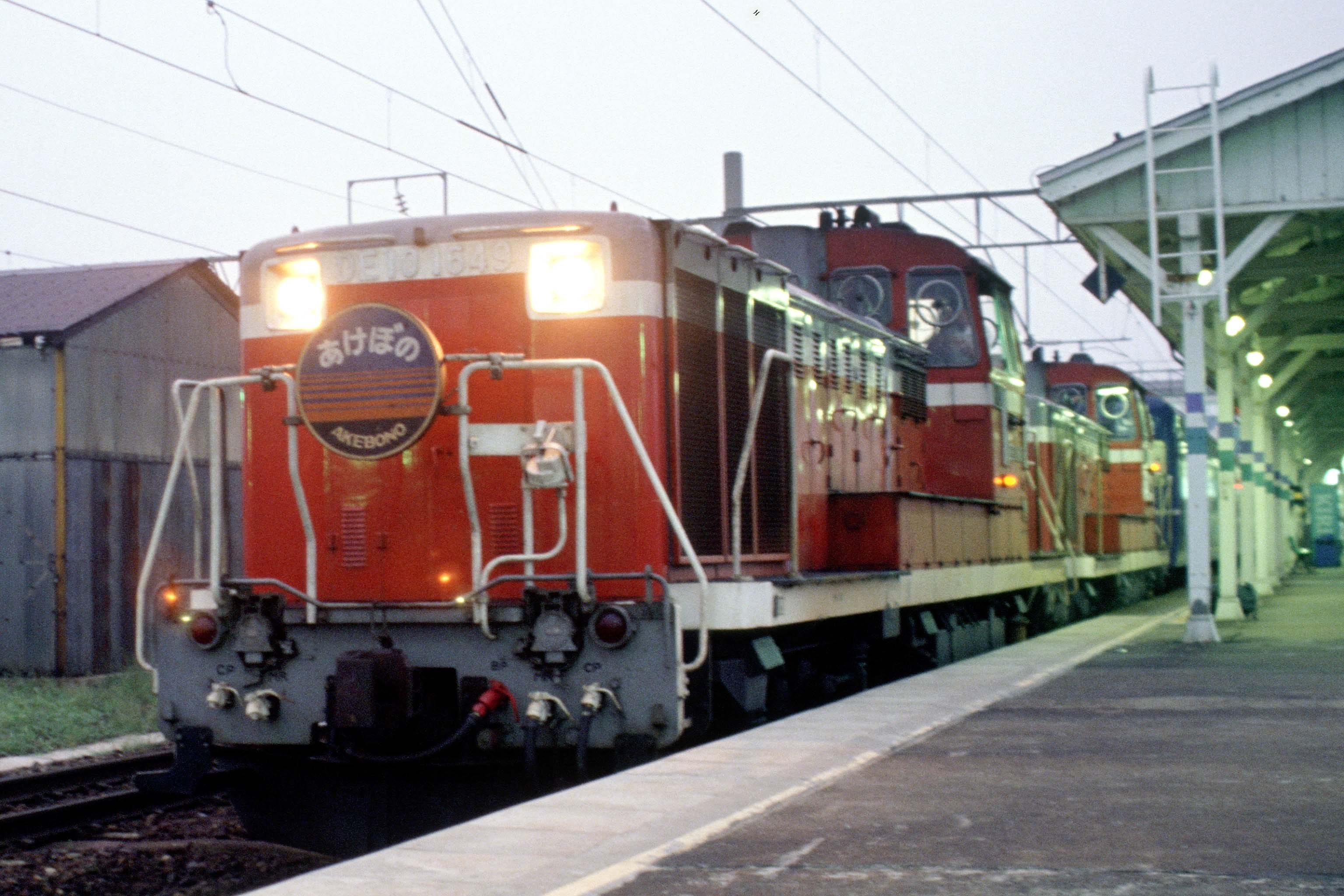
寝台特急「あけぼの」を牽引する DE10 1649

### JR東海
東海旅客鉄道（JR東海）には13両が承継された。静岡運転所に配置され、名古屋車両区の構内や静岡県下の各駅で入換に使用された。
同社所属の本形式は、床下の各機器を灰色に塗装していた。
2008年（平成20年）度内に美濃太田車両区配置のDE10 1521が廃車されたことにより、JR東海所属の本形式は消滅した。

### JR西日本
西日本旅客鉄道（JR西日本）には49両が承継された。2020年（令和2年）4月時点で18両が在籍。金沢総合車両所富山支所に4両、梅小路運転区に2両、網干総合車両所宮原支所に3両、福知山電車区豊岡支所に1両、岡山電車区に2両、後藤総合車両所に3両、下関総合車両所に3両を配置している。レール輸送やバラスト輸送などの工臨牽引や、工場入出場時の配給列車の牽引などに充当される。
後藤総合車両所のDE10 1161は「奥出雲おろち号」塗装となり、2010年（平成22年）4月より専用機として使用されている。梅小路運転区のDE10 1156は、嵯峨野観光鉄道の予備機として専用塗装となっている。かつて宮原総合運転所の1152は「きのくにシーサイド」用として専用塗装となっていたが、同列車の廃止により原色に戻されている。
また、2021年（令和3年）には期間限定で重連を組み、「DLやまぐち号」の運用に入った。

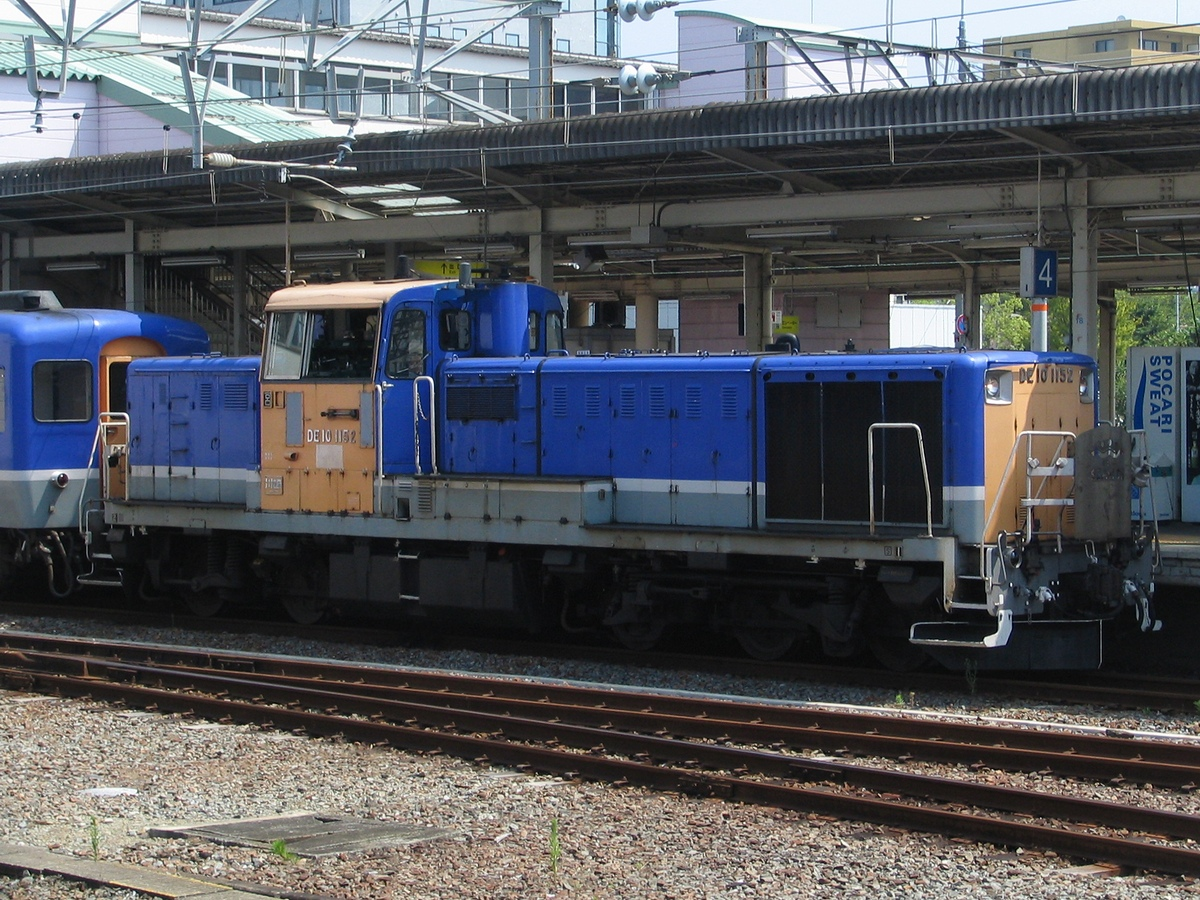
「きのくにシーサイド」用の DE10 1152 2007年8月5日 / 和歌山駅
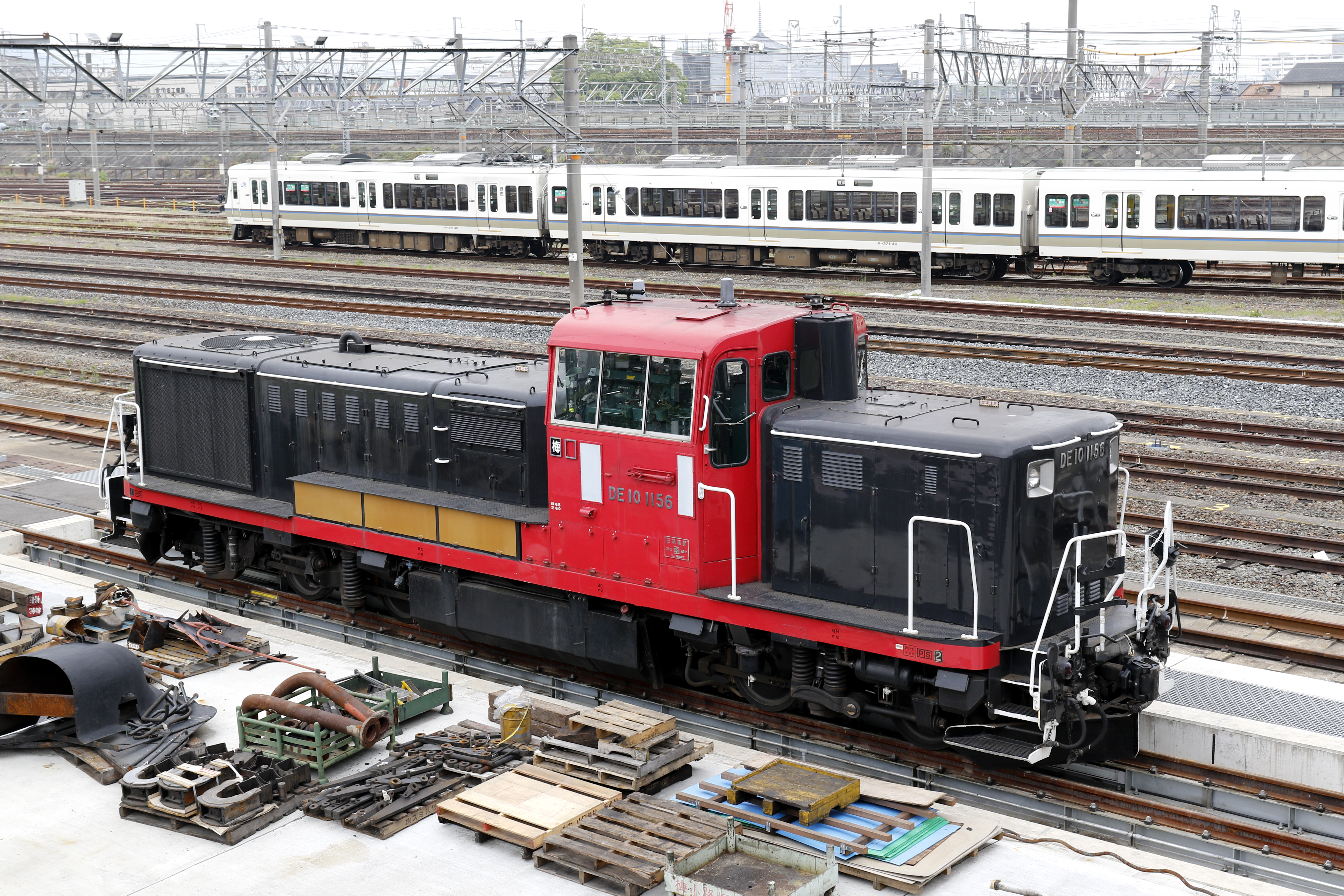
梅小路運転区のDE10 1156（2016年5月撮影）
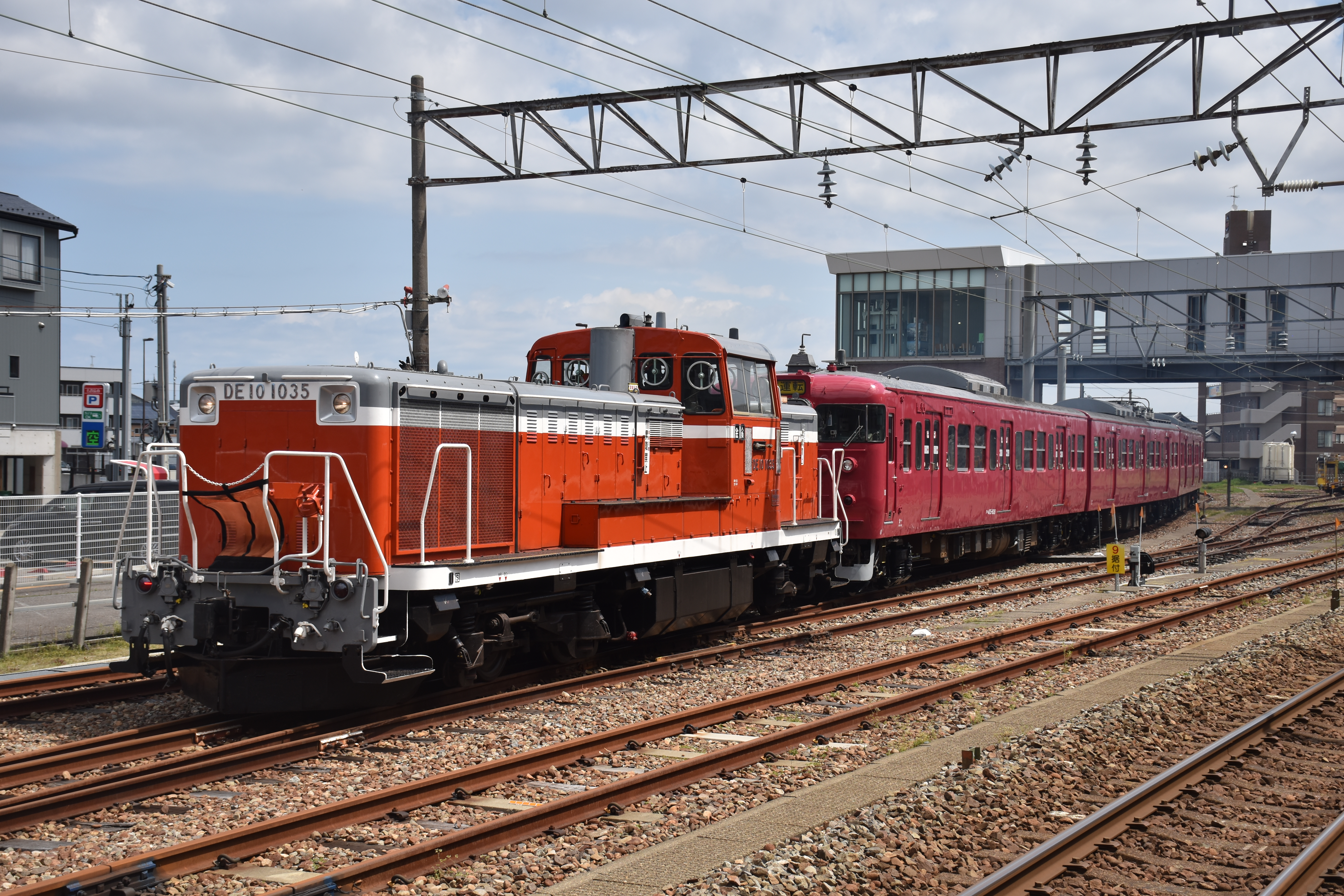
金沢総合車両所所属車は松任工場への入出場にも使用されていた。（2020年4月撮影）

### JR四国
四国旅客鉄道（JR四国）には基本番台機4両を含む37両が承継された。「アイランドエクスプレス四国」牽引用の専用塗装機も存在した。
発足当初に多数存在した50系客車主体の客車列車は、直後より気動車に置き換えられた。以後も残存機が貨物列車や団体専用列車の牽引に使用されたが、石灰石専用列車の廃止や予讃線観音寺 - 伊予市間の電化延伸に伴う貨物列車運用のJR貨物への移管、団体専用列車の減少により稼動機は減少を続け、2019年（平成31年）3月に高松運転所に所属するDE10 1139の1両のみとなった後、2023年（令和5年）3月末をもって全機が運用を終了した。同機は同年9月30日付で廃車され、JR四国の本形式は消滅した。

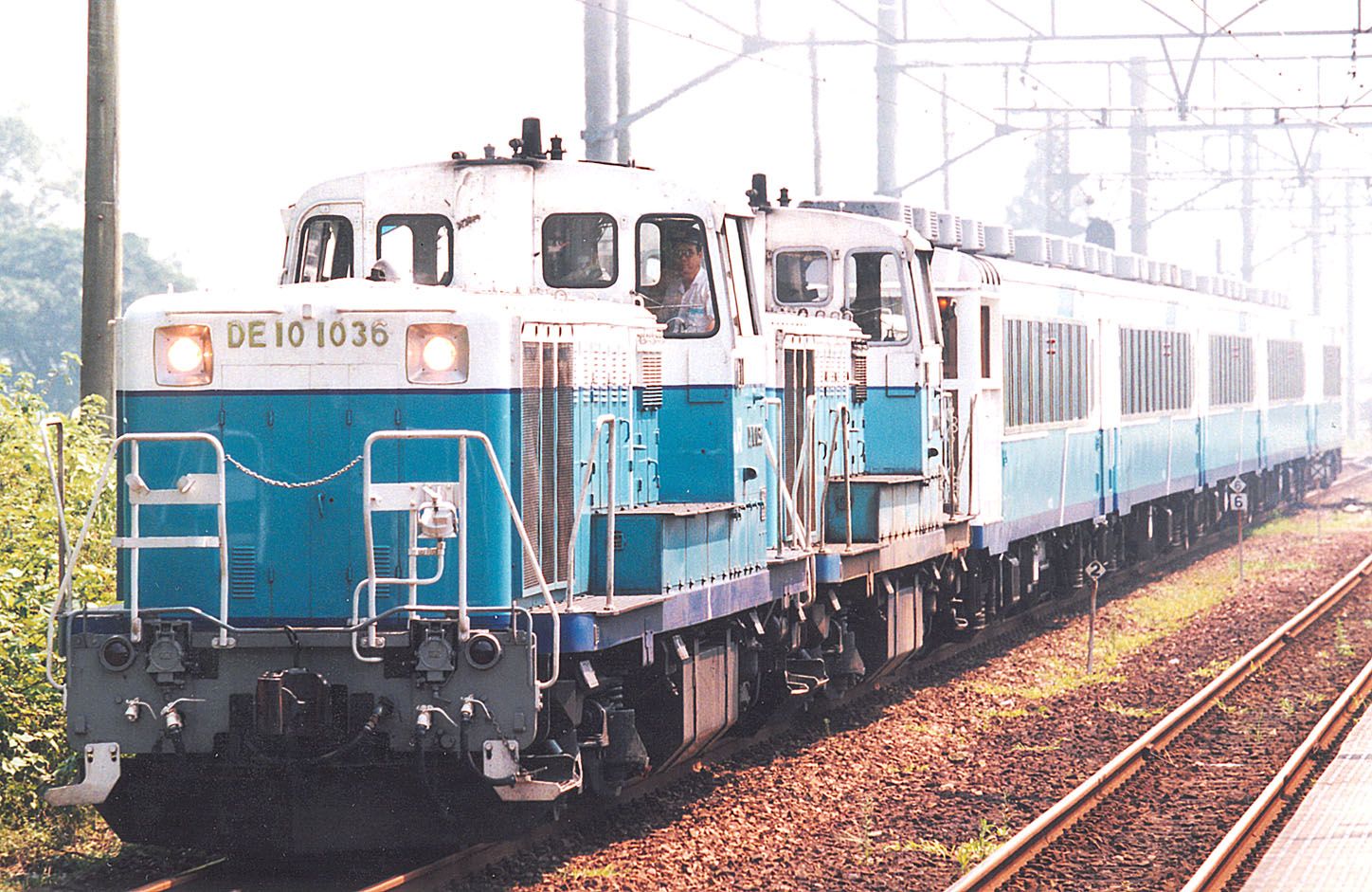
DE10 1036 アイランドエクスプレス専用塗装機
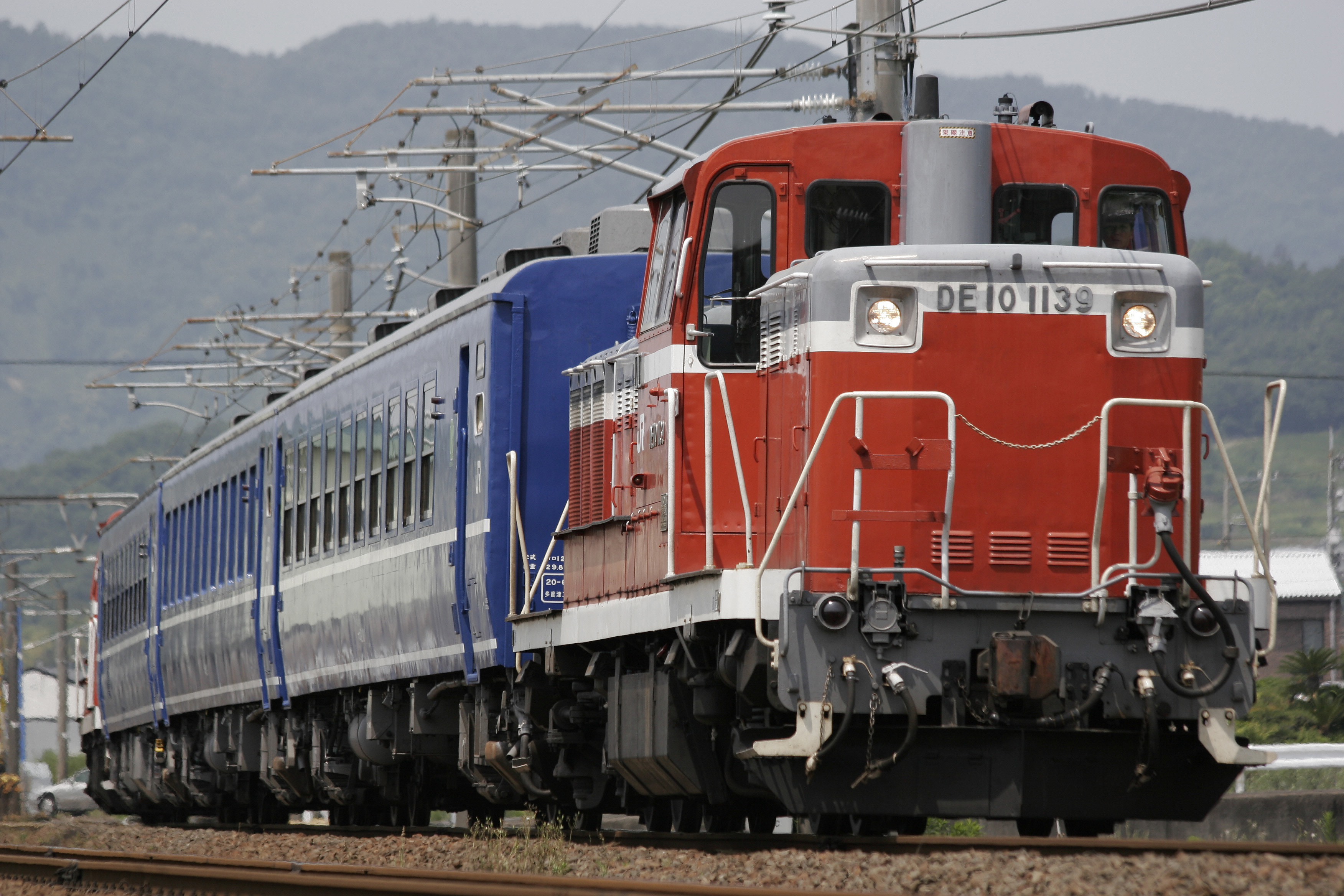
DE10 1139とDE10 1095 2009年5月23日 予讃線 端岡 - 国分間

### JR九州
九州旅客鉄道（JR九州）には19両が承継された。2020年（令和2年）4月時点で熊本車両センターに7両（DE10 1195・1206・1207・1209・1638・1753・1756）、鹿児島車両センターに1両 (DE10 1755) の計8両が在籍する。
臨時列車やマヤ34を用いた検測や廃車回送などのほか、クルーズトレイン「ななつ星 in 九州」の回送時にも使用される。現在では全機が黒塗りで、手摺が金色に変更されている。
一時は同社のジョイフルトレイン「パノラマライナーサザンクロス」の専用機として塗装変更された車両も存在した。
特異な運用として、非電化区間で電車を牽引する運用が存在した。485系電車で運転されていた特急「有明」について、1987年（昭和62年）から毎日運転の臨時普通列車として豊肥本線（熊本 - 水前寺間）に乗入れが開始され、専用機としてDE10 1755が使用された。サービス電源供給用電源車として、当初はスハフ12形、のちに電源搭載改造を施したヨ8000形28000番台を連結して牽引・推進運転が行われた。同機は、のちに485系電車に合わせたクリーム4号+赤2号の「国鉄特急色」に変更された。
1988年（昭和63年）に783系電車（ハイパーサルーン）が「有明」での使用を開始するとDE10 1756が専用機として追加され、同機はハイパーサルーンの配色に合わせたライトグレー+赤帯、1端側先頭部に「ハイパーサルーン」ロゴを配した塗装に変更された。ただ運行形態が特殊だったため、1994年（平成6年）6月30日をもって「有明」水前寺乗り入れは終了した（肥後大津駅まで電化は1999年〈平成11年〉10月で、電化による充当解消ではなく豊肥線乗り入れ有明は5年ブランクがある）。久大本線では普通客車列車の牽引に使用されていたが、1999年（平成11年）に豊肥本線電化に伴う客車列車の全面気動車化により運行を終了した。また豊肥本線で運行されていた「あそBOY」の補助機関車（補機）あるいは代替機としても使用された。2010年（平成22年）8月、NHKがデジタル放送普及のために企画した鉄道による九州一周プロジェクト「BSデジタル号がゆく!〜ブルートレイン 九州一周の旅〜」（9月3 - 5日）で運行される臨時列車「BSデジタル号」の牽引に熊本車両センター配置のDE10 1753が起用されることになり、塗装を黒基調のオリジナル塗装へ変更した。当形式での「BSデジタル号」の牽引は、全行程のうち人吉 - 鹿児島中央 - 門司港間（肥薩線・日豊本線・鹿児島本線・日豊本線・久大本線・日田彦山線・日豊本線・鹿児島本線経由）で行われた。また2012年（平成24年）11月には同じく熊本車両センター配置のDE10 1638がDE10 1753と同じ色に塗り替えられた。

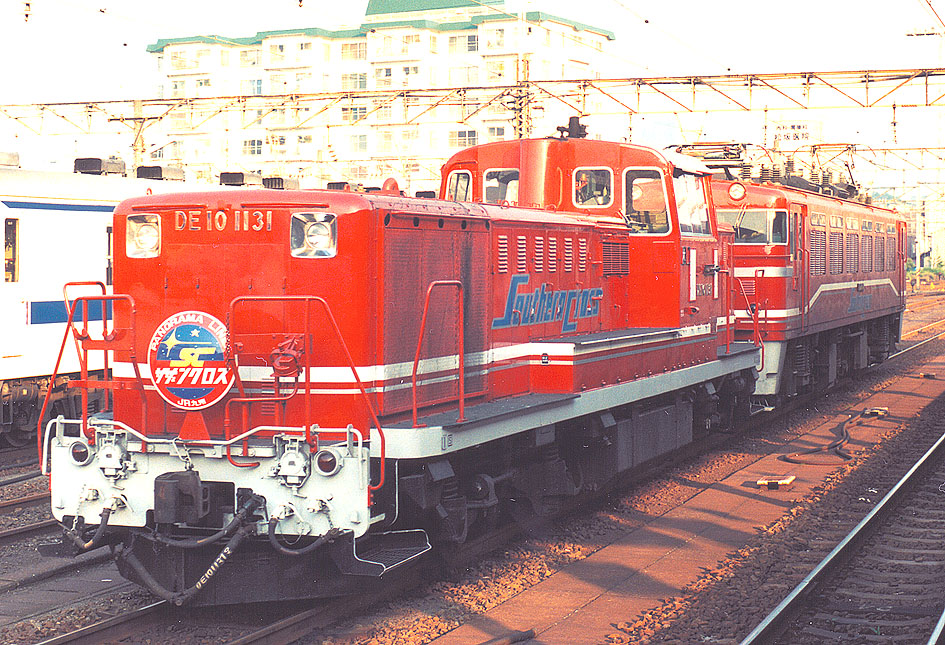
パノラマライナーサザンクロス色の DE10 1131
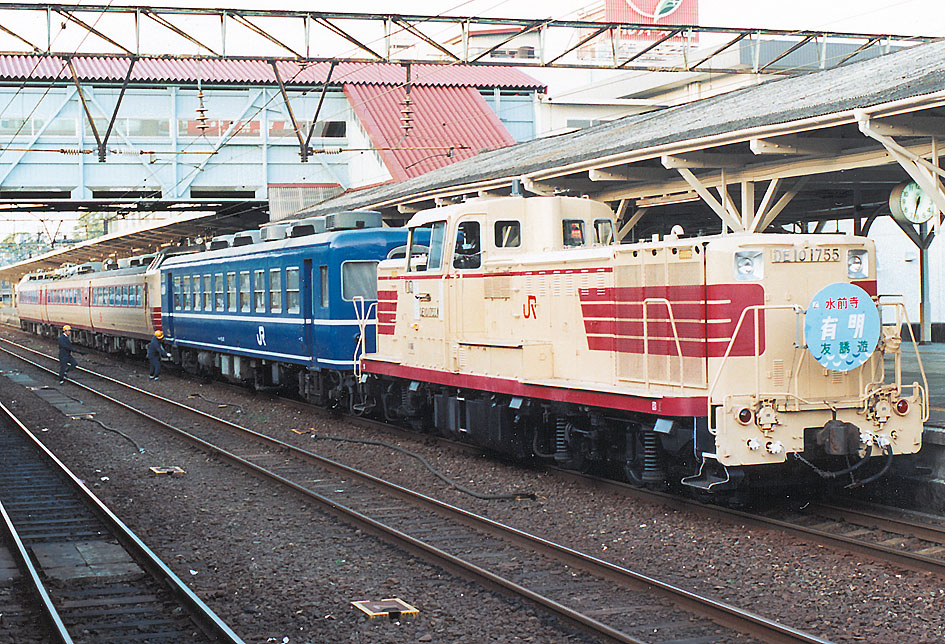
国鉄特急色のDE10 1755 1987年ごろ / 熊本駅
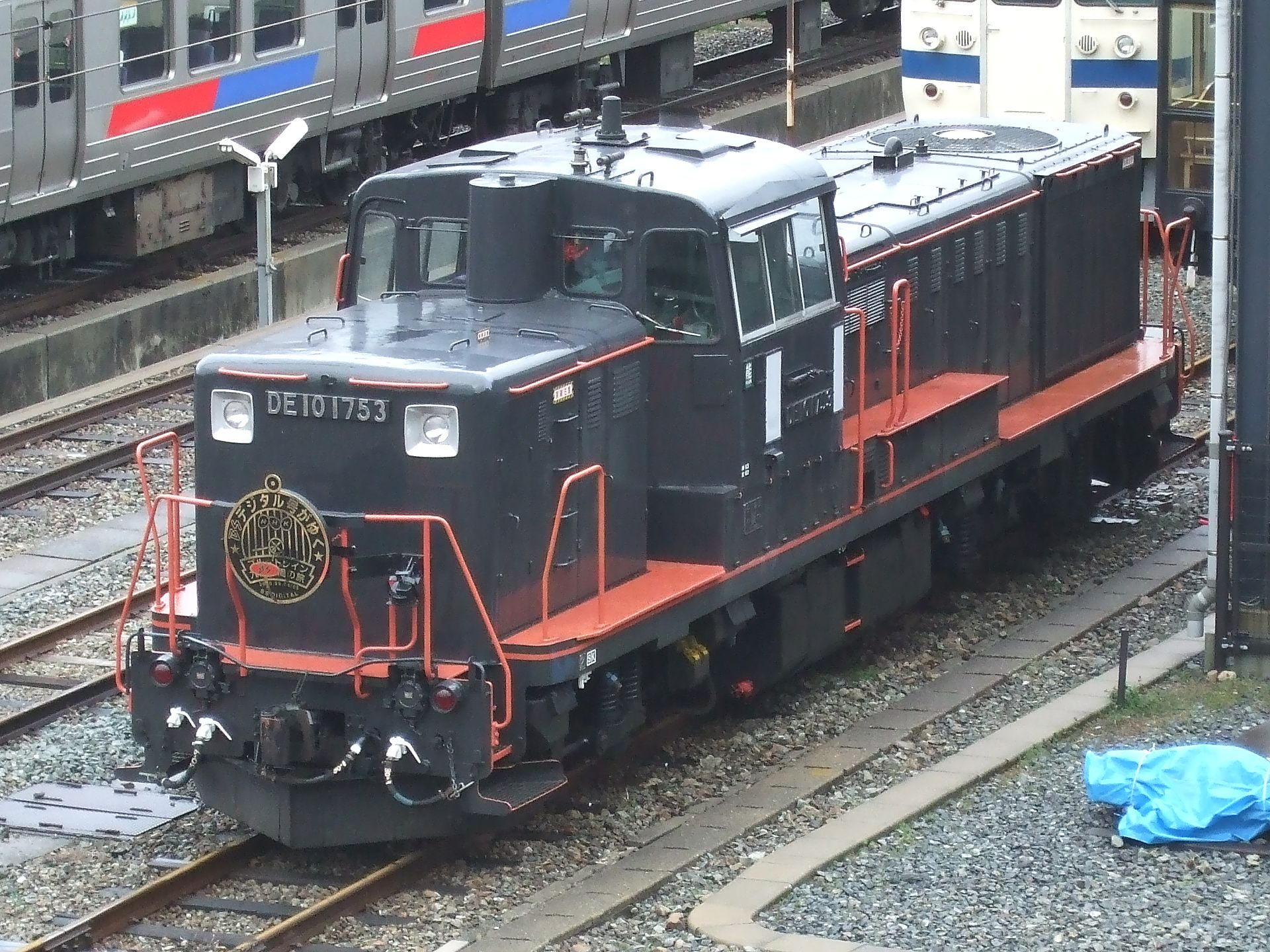
「BSデジタル号」塗装のDE10 1753
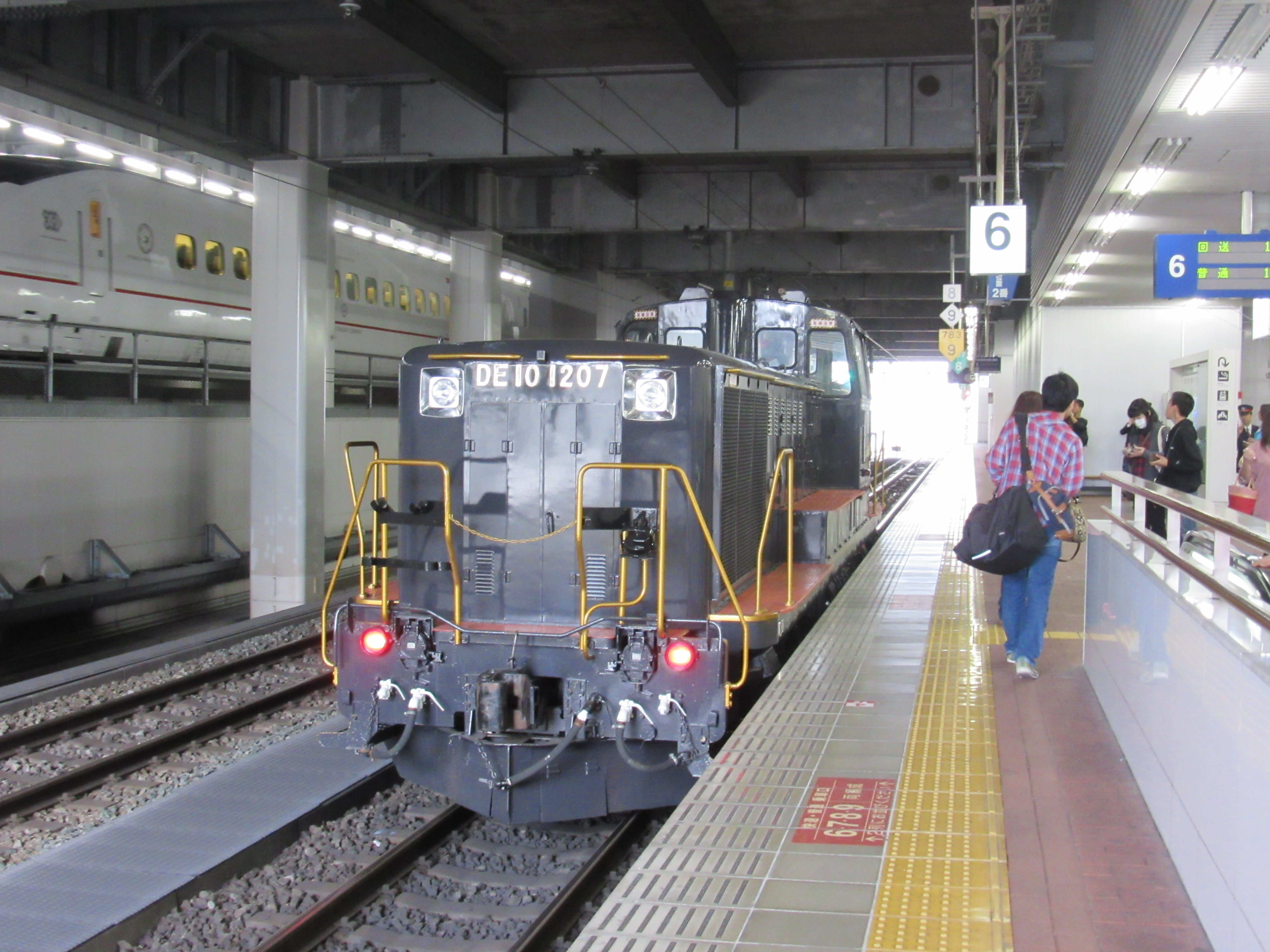
手摺が黄色のもの DE10 1207
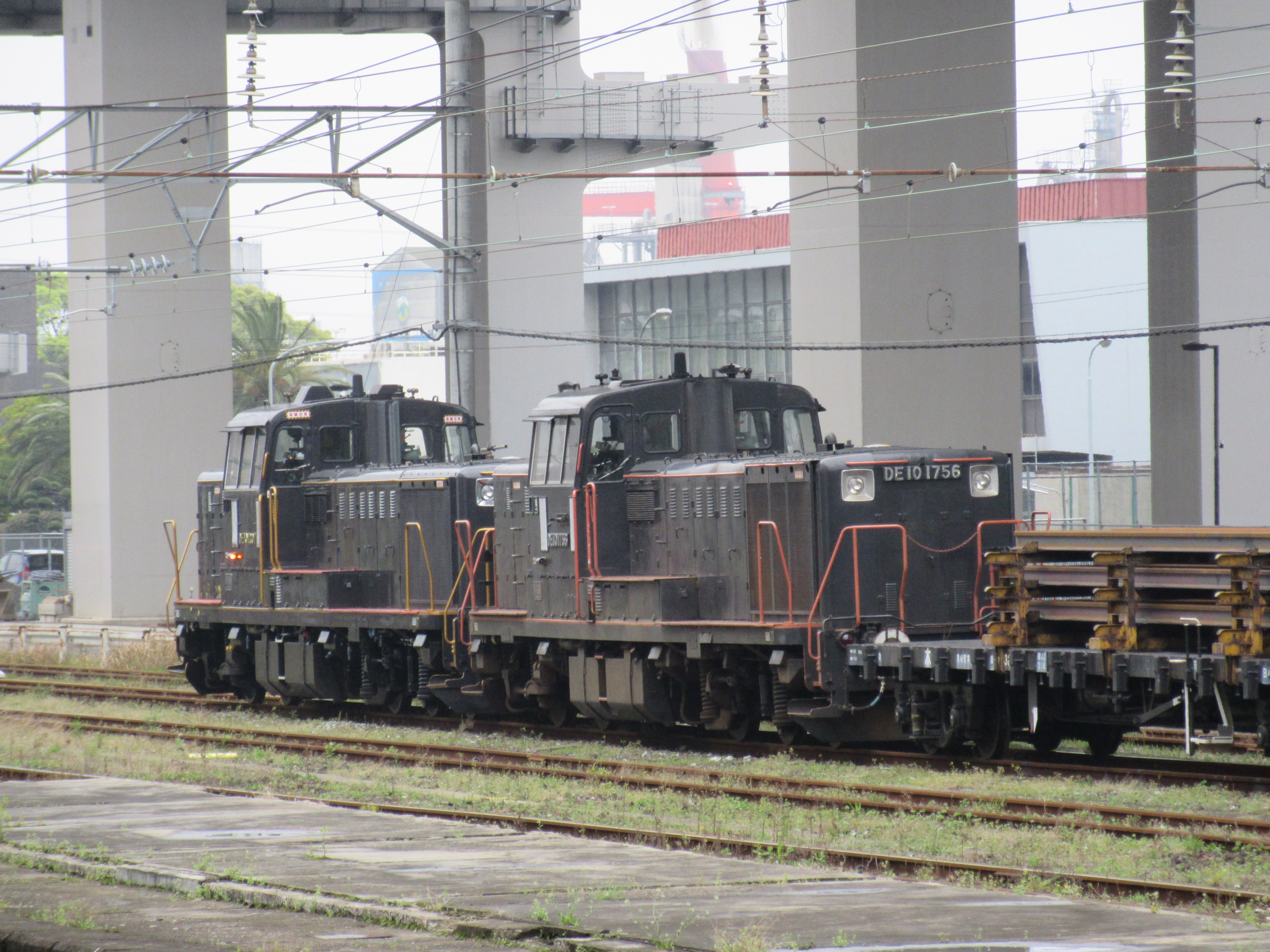
手摺が橙色のもの DE10 1756

### JR貨物
日本貨物鉄道（JR貨物）には151両が承継された。老朽化の進行によりDD200形・HD300形に置き換えが進み、2025年2月をもってJR貨物での運用が完全に終了した。
入換仕業がメインで、本線区間での貨物列車の牽引も行うこともあった。JR貨物には構内入換専用として「入換動車」扱いとされた車両がある。当該車は各種検査時期の延伸、釣合管・ジャンパ栓の作用停止などの処置が加えられている。一部の車両はえんじ色に黄色の警戒色が入った入換専用色に塗装変更されており、札幌貨物ターミナル駅などで使用されたが2020年までにこの塗装の入換動車は消滅している。
本形式に代わる入換用新型機関車の開発も進められ、2010年（平成22年）3月に後継機であるHD300形の試作機が落成した。
2009年（平成21年）に、JR東日本より廃車となったDE15形がJR貨物に譲渡され、大宮車両所にてDE10 3000・3500番台として改造された。2019年（平成31年）3月16日時点では、仙台総合鉄道部に3000番台1両、3500番台2両、新鶴見機関区に3500番台1両、東新潟機関区に3500番台5両が配置されている。
2013年（平成25年）3月ダイヤ改正では、城端線（高岡 - 二塚間）および氷見線・新湊線（高岡 - 能町 - 高岡貨物間）での運用がJR西日本から移管された。
2015年（平成27年）3月14日ダイヤ改正では、城端線（高岡 - 二塚間）での運用（2往復）が臨時列車化されたが、運行本数は変わっていない。
2017年（平成29年）3月4日ダイヤ改正で、下関駅ではHD300形を使用できる規模でないために、「DB500形液体式内燃機関車」を当機関車から入換機関車の置き換えとしての開発・導入が行われた。
2017年（平成29年）5月27日に開催された「鉄道のまち大宮 鉄道ふれあいフェスタ」では、DE10 1557に「最終全検DE10形式 JR貨物大宮車両所2017.5」と書かれたヘッドマークが取り付けられた。
2022年3月ダイヤ改正で定期運用から外れ、東新潟機関区と門司機関区所属機がすべて廃車、2023年まで解体された。愛知機関区はDE10 1557の岡山機関区への転属に伴い、配置がなくなった。
全廃直前の2024年（令和5年）4月1日時点における配置は以下のとおりであった。
- 仙台総合鉄道部 - 2両（DE10 1539・1591）
- 新鶴見機関区 - 1両（DE10 1662）
- 岡山機関区 - 3両（DE10 1557・1561・1743）

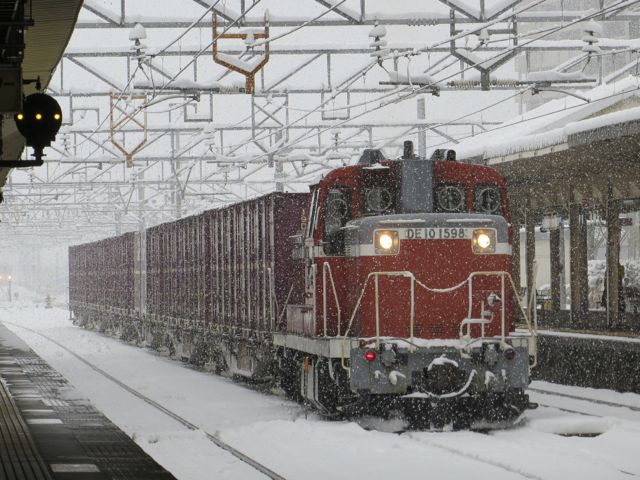
DE10 1598（原色・寒冷地仕様） 2012年12月28日 高岡駅
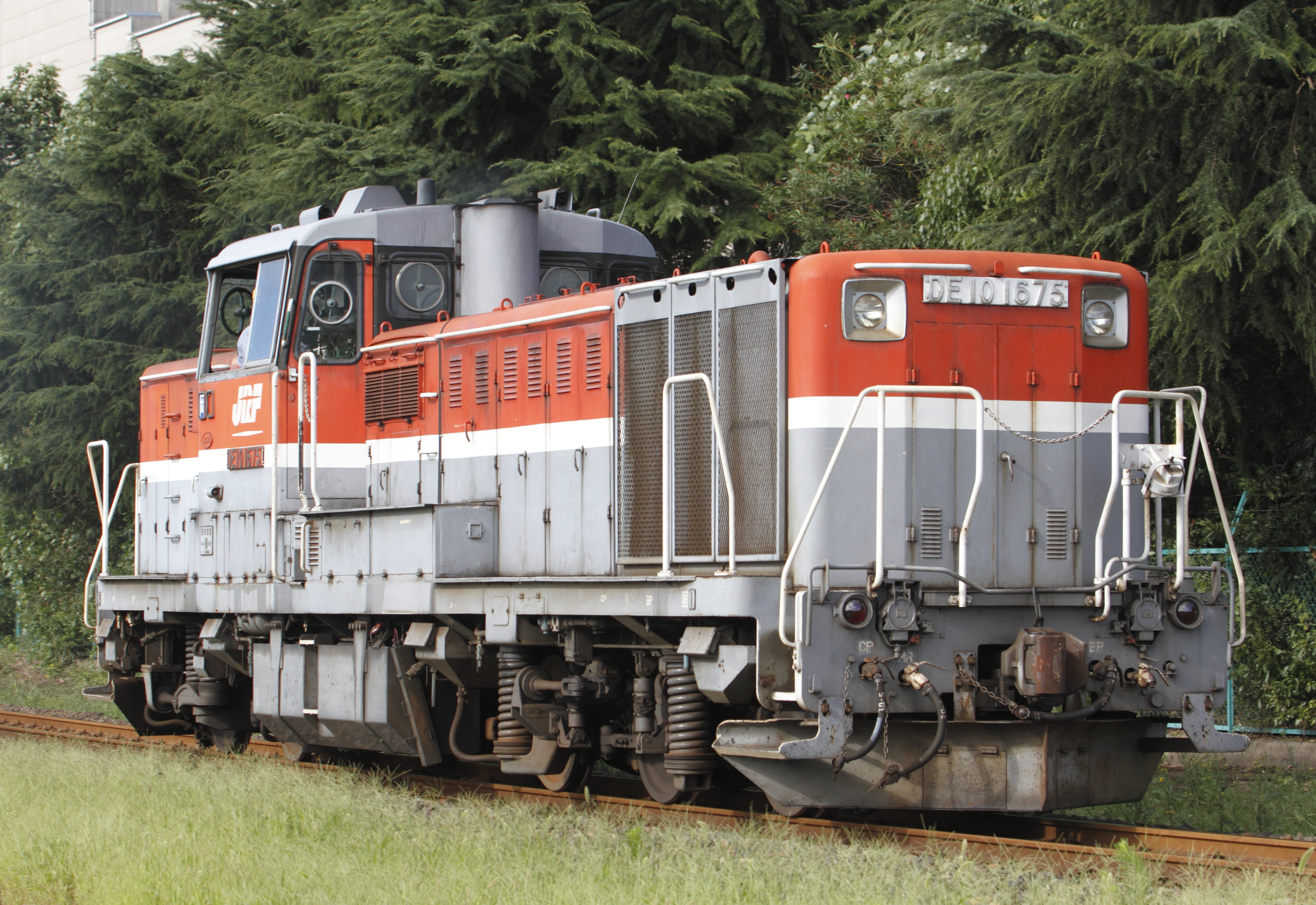
DE10 1675（JR貨物 新更新機・寒冷地仕様） 2015年7月20日
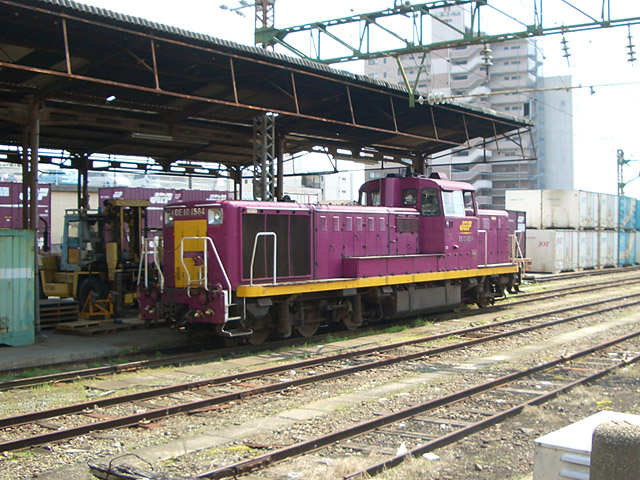
JRF入換動車色 2007年4月3日 大牟田駅
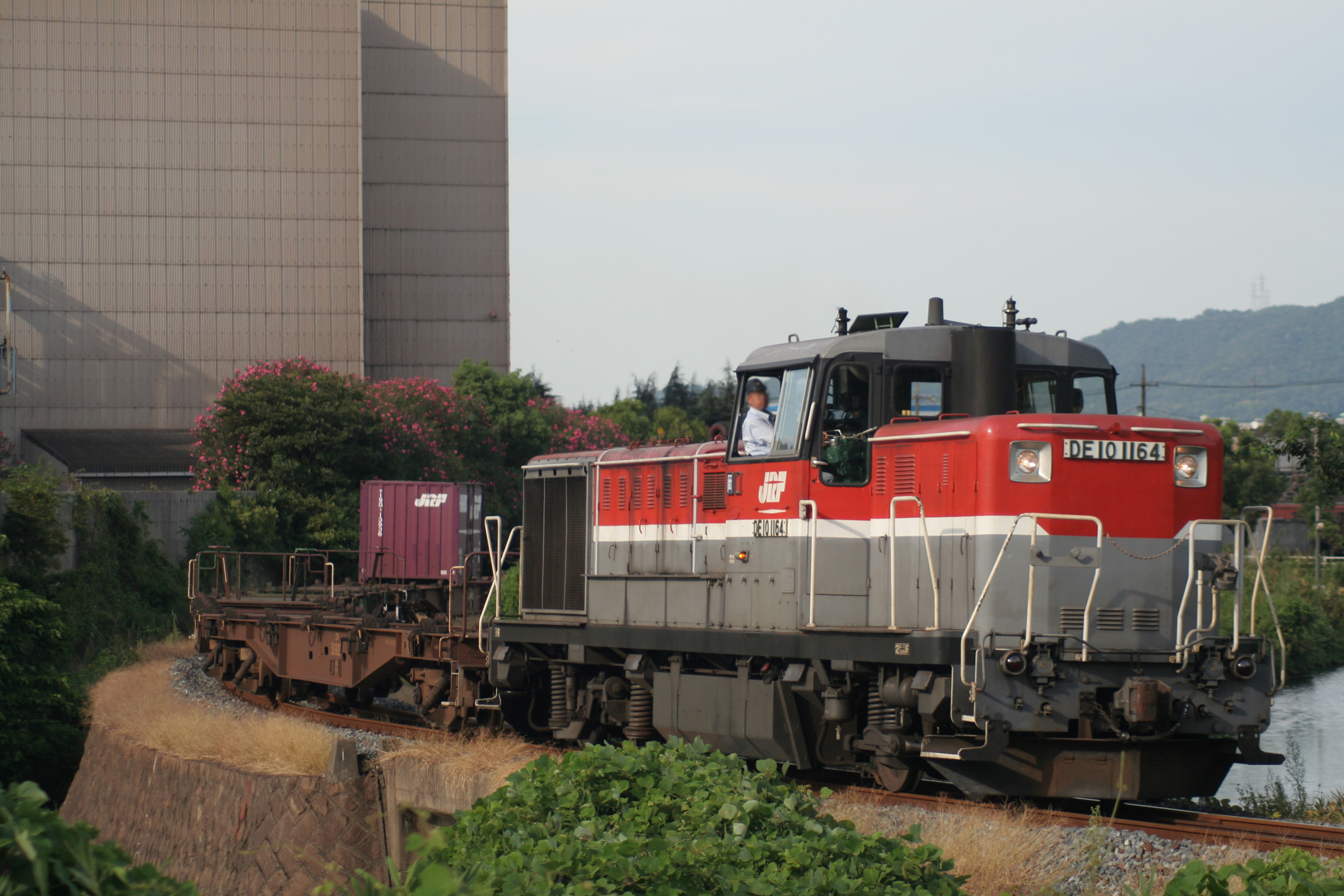
DE10 1164（JR貨物 新更新機） 2009年9月4日 水島臨海鉄道 水島 - 東水島間
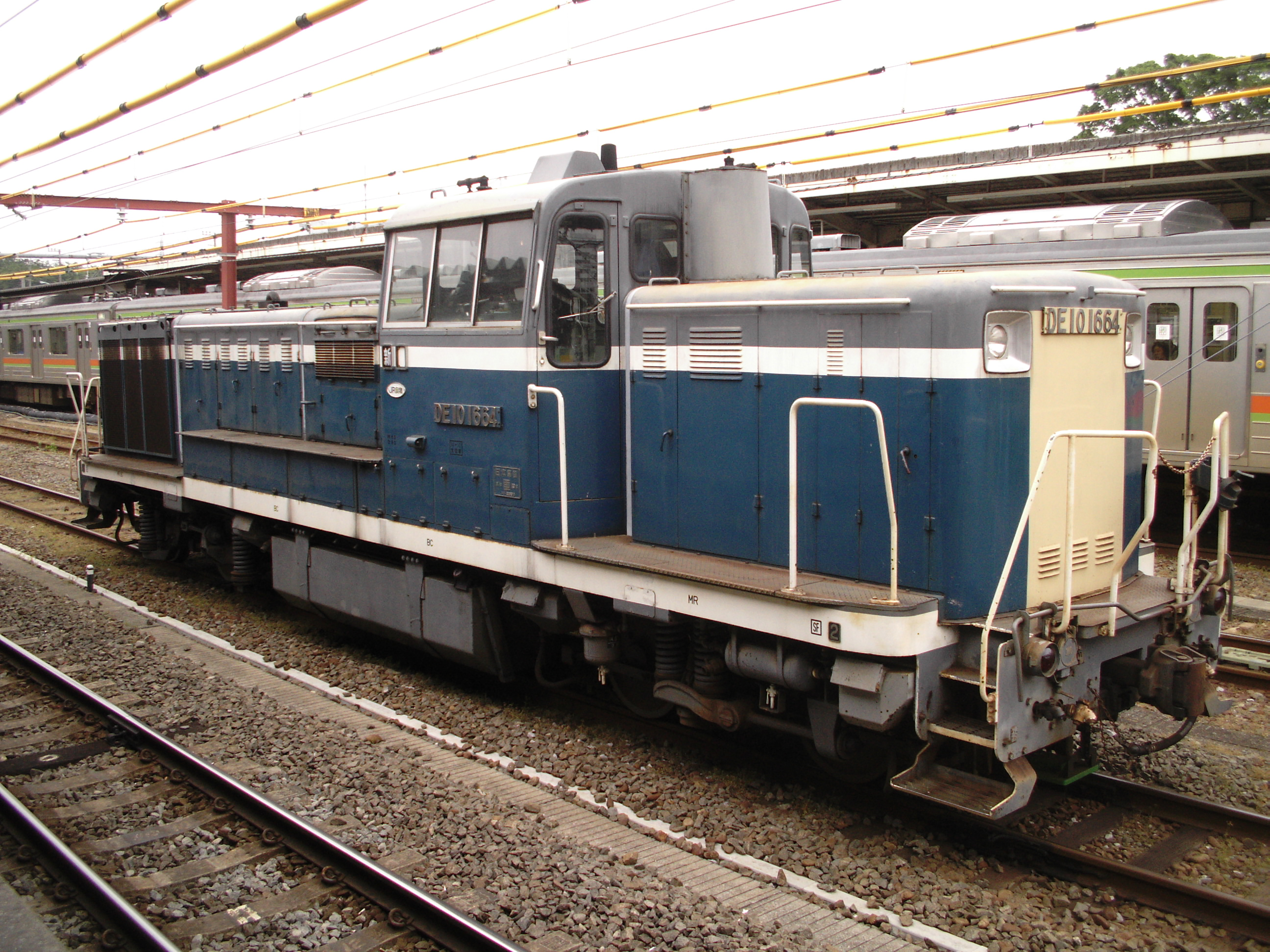
DE10 1664（JR貨物 A更新機） 2006年5月16日 拝島駅
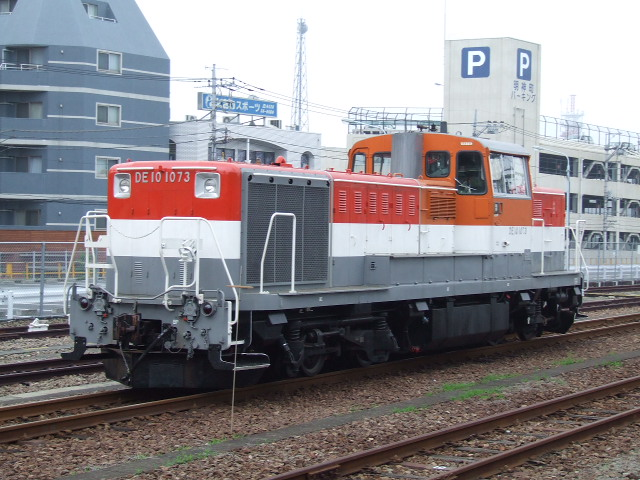
DE10 1073 2006年6月25日 八王子駅
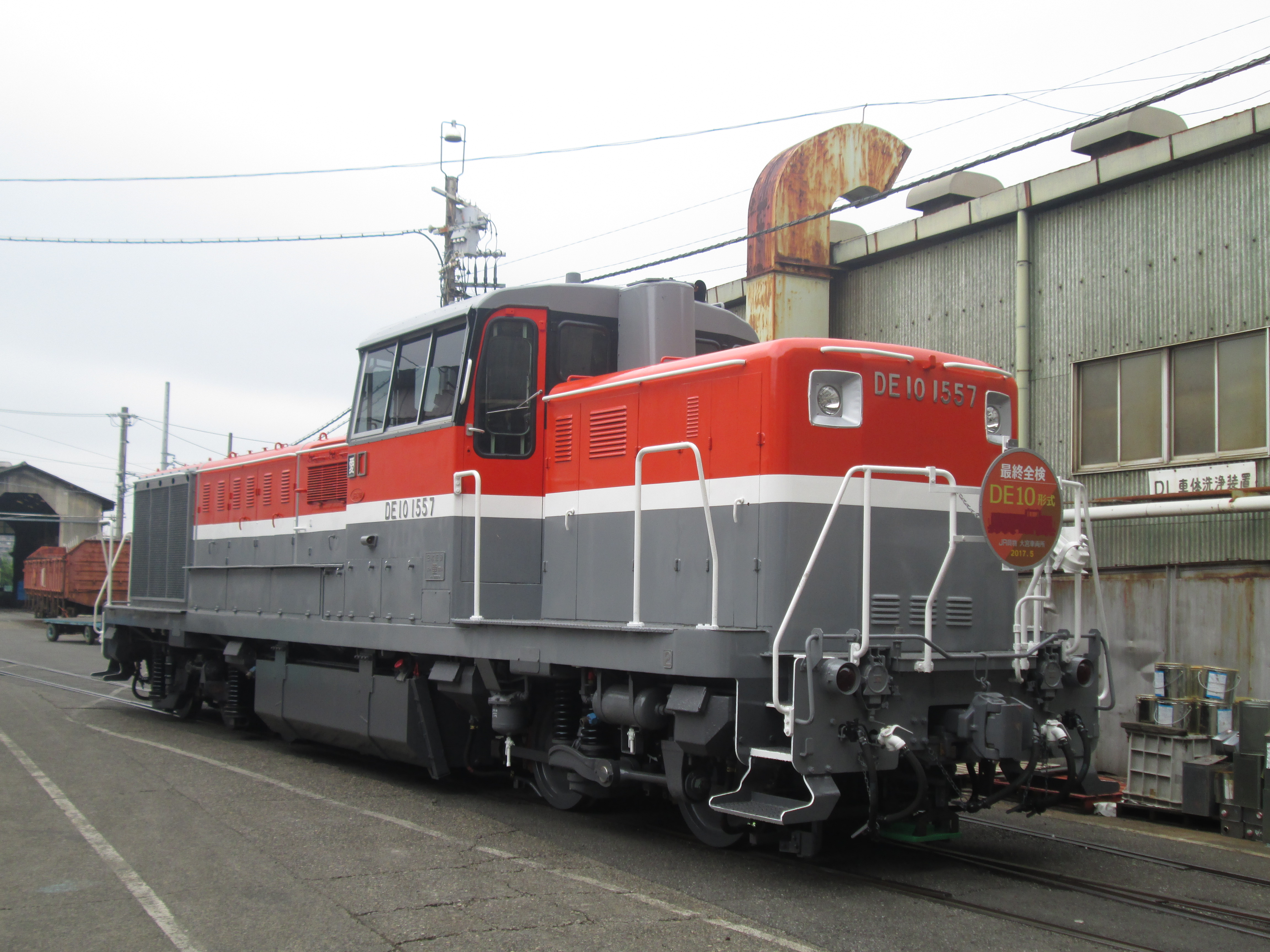
DE10 1557 2017年5月27日 大宮車両所

## 譲渡機・同型機
本形式は汎用機として大量に製作されたことから、臨海鉄道や専用線で使用する目的で譲渡された車両や、同一仕様の機関車を自社発注して使用する例が各地で見られる。これはDD13形と同様の傾向であるが、専用線・臨海鉄道などでは2機関4軸駆動のDD13形タイプを引き続き使用する例は少なくない。これは本形式は1機関式で機関故障時の冗長性に劣ることや、各軸独立構造の台車など特殊な仕様の機構を保守できる体制が整っていない事業体が多いなどの理由が挙げられる。
本形式および同型機を使用する主な事業社を以下に示す。車両の仕様等、詳細は各リンク先を参照のこと。
- 八戸臨海鉄道 - JR東日本より譲渡されたDE10 1761が在籍。同機は2003年（平成15年）に八戸 - 久慈間で運転された「SLうみねこ号」の後部補機や、2012年（平成24年）には東日本大震災からの復旧工事後、試運転を兼ねて久慈駅に長期留置していたキハ40を八戸へ移送する際の牽引機に使用されていたりと八戸と縁の深い機関車でもある。
- 秋田臨海鉄道 - JR東日本より十勝鉄道に譲渡、その後当社に購入されたDE10 1543が在籍[27]。側面ナンバーは十勝鉄道時代にブロック式から切文字貼付式に変更されている。それ以外にDE15形から除雪用機器を撤去してDE10形とほぼ同仕様になった経歴があるDE10 1250[注 15]・1251[注 16]が在籍。2021年（令和3年）3月12日をもって事業廃止に伴い、DE10 1250は仙台臨海鉄道に、DE10 1251は西濃鉄道[28][29]に譲渡された。
- 仙台臨海鉄道 - DE65 2・3・5が在籍。DE65 2は元新潟臨海鉄道・秋田臨海鉄道同番号機。2011年（平成23年）に秋田臨海鉄道から借り入れ、2017年（平成29年）に譲受[30]。DE65 3は元JR東日本DE10 1536。2019年（平成31年 / 令和元年）譲受。2020年（令和2年）に使用を開始[31][32]。DE65 5は元十勝鉄道・秋田臨海鉄道であり、2021年（令和3年）2月28日付で譲受。同年に使用を開始。
- 真岡鐵道 - JR東日本より譲渡されたDE10 1535が在籍。「SLもおか」の回送や客車列車牽引に使用される。2010年（平成22年）には部品取り機としてDE10 1014（←関西フレートサービス←JR四国アイランドエクスプレス四国専用機）を購入。
- わたらせ渓谷鐵道 - JR東日本より譲渡されたDE10 1537・1678が在籍しわたらせ渓谷線大間々駅 - 足尾駅間で、臨時列車「トロッコわたらせ渓谷号」の牽引機として、DE10 1537が1998年（平成10年）10月10日から運用されている。2000年（平成12年）には、DE10 1678が追加購入されDE10が2両体制となった。2001年（平成13年）3月には、わ01形客車（元・JR東日本12系お座敷車「やすらぎ」）が、トロッコ列車の運休する冬季の集客を狙って導入され、この車両を使用する臨時列車「サロン・ド・わたらせ」の牽引機としても運用開始された
- 東武鉄道 - SL「大樹」の後部補機、およびDL「大樹」牽引、秩父鉄道三ヶ尻線一部区間廃止後の新車甲種輸送のため、JR東日本より譲渡されたDE10 1099・1109が在籍する[33]。どちらもJR東日本の秋田総合車両センターで譲渡前整備が行われ、2016年（平成28年）12月入線のDE10 1099は国鉄色[34]、2020年（令和2年）4月入線のDE10 1109は、かつて「北斗星」牽引機としてブルートレインに合わせたデザインへと変更されたJR北海道のDD51形を模した、青色に金帯の塗装、キャブには星の模様となっている（なお譲渡時にはキャブの星の模様はなかった）[35][36][37]。
- 衣浦臨海鉄道 - DE10形と同型のKE65形が在籍。新製したものと国鉄清算事業団から購入したものとがある。
- 樽見鉄道 - TDE10形・TDE11形が過去に存在し、衣浦臨海鉄道や西濃鉄道からの譲渡機もあった。1両がジェイアール貨物・北関東ロジスティクス（旧・高崎運輸）に譲渡されたが、それ以外は2007年（平成19年）4月までに廃車された。
- 神岡鉄道 - JR四国からDE10 1005を譲受（部品確保用にDE10 1010も譲受）し、KMDE101として貨物列車牽引に使用されたが、2002年（平成14年）に廃車となった。
- 西濃鉄道 - 自社のDD401の代替のため、1991年（平成3年）に国鉄清算事業団からDE10 148を購入し、車番をDE10 501に変更して使用した。2021年（令和3年）5月に上述の秋田臨海鉄道事業廃止に伴い、DE10 1251を譲受[28][29][38]。DE10 501は同年9月に機関区脇で解体された。
- 嵯峨野観光鉄道 - JR西日本より譲渡されたDE10 1104が在籍。嵯峨野観光線の全営業列車で使用される。両端駅とも機回し線の設備がないため、常にトロッコ嵯峨駅寄りに機関車を連結した編成で運転され、トロッコ亀岡行きとして運転される際は先頭となる客車に設けた運転席から機関車が遠隔操作される[39][40]。なお冬季の運休期間には梅小路運転区に留置されるほか、定期検査が後藤総合車両所で行われるため、JR線上を走行する機会もある[41]。
- ジェイアール貨物・北関東ロジスティクス（旧・高崎運輸） - 倉賀野駅および熊谷貨物ターミナル駅の構内入換用。倉賀野駅の使用機は2018年（平成30年）に、熊谷貨物ターミナル駅の使用機は2019年（平成31年 / 令和元年）に、それぞれ新鶴見機関区のHD300形に置き換え。
- ジェイアール貨物・西日本ロジスティクス（旧・関西フレートサービス → ジェイアール貨物・関西ロジスティクス） - JR貨物より譲渡されたDE10 1082が在籍。大阪貨物ターミナル駅の構内入換用。岡山機関区のHD300に置き換わる形で、2020年（令和2年）6月15日をもって運行を終了した[42]。

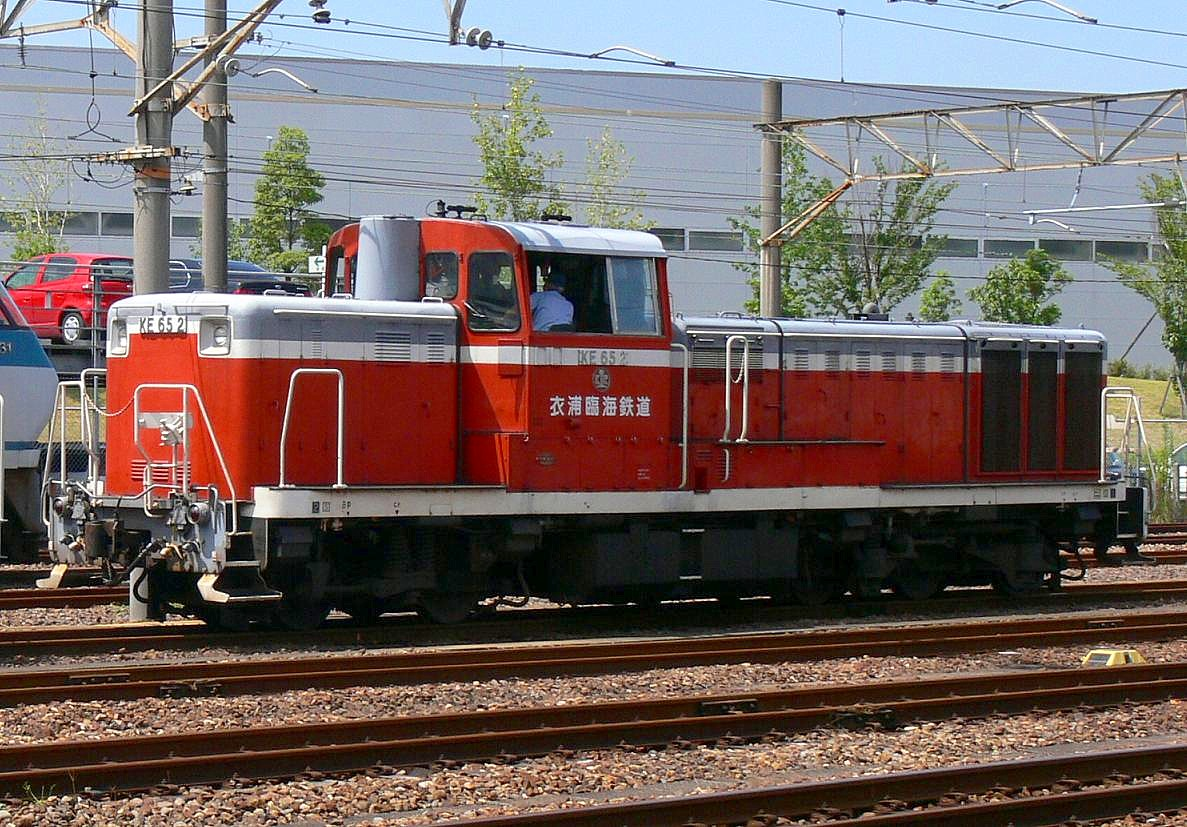
衣浦臨海鉄道 KE65 2 （元DE10 563） 2006年8月23日 大府駅
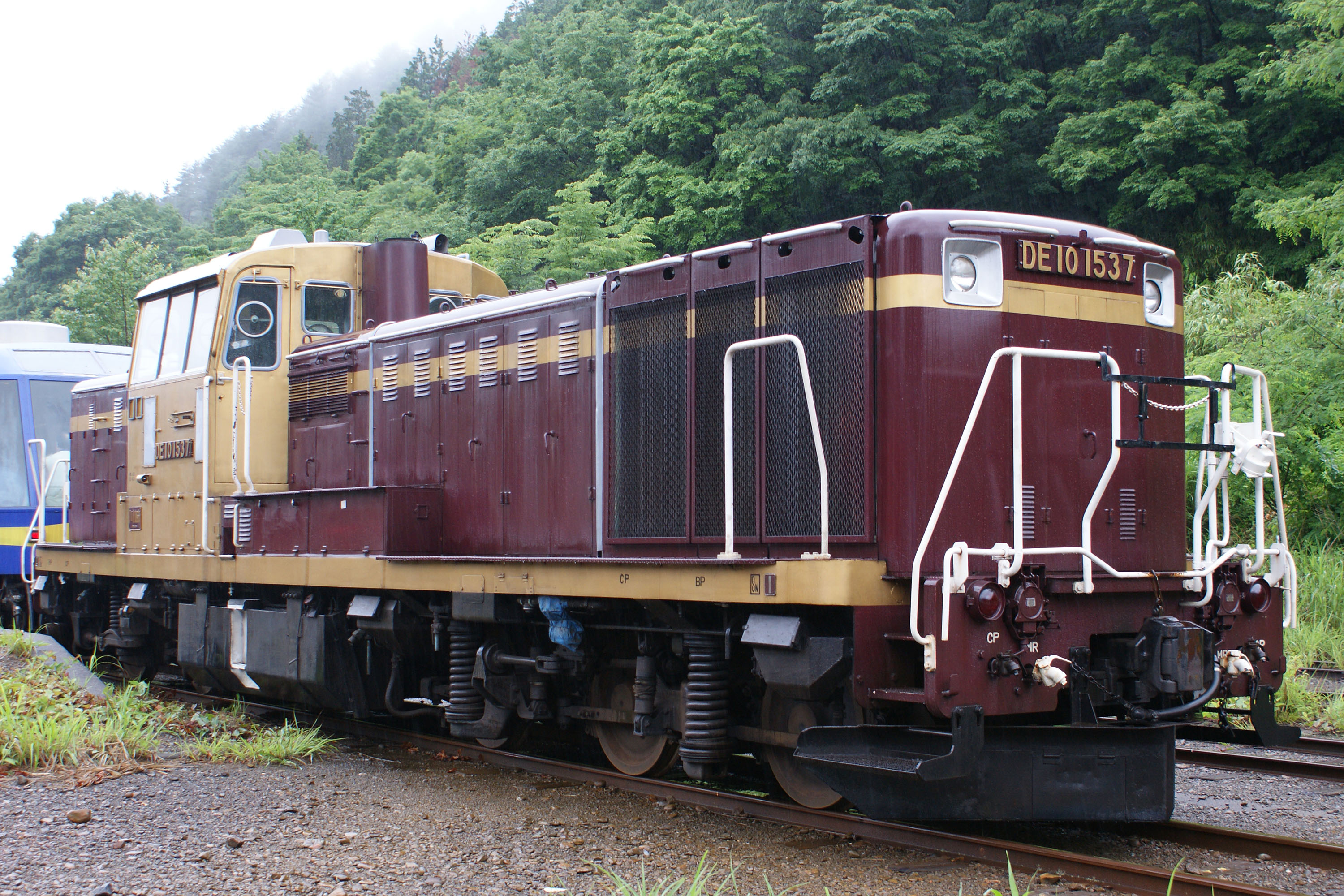
わたらせ渓谷鐵道 DE10 1537 2008年6月29日 足尾駅
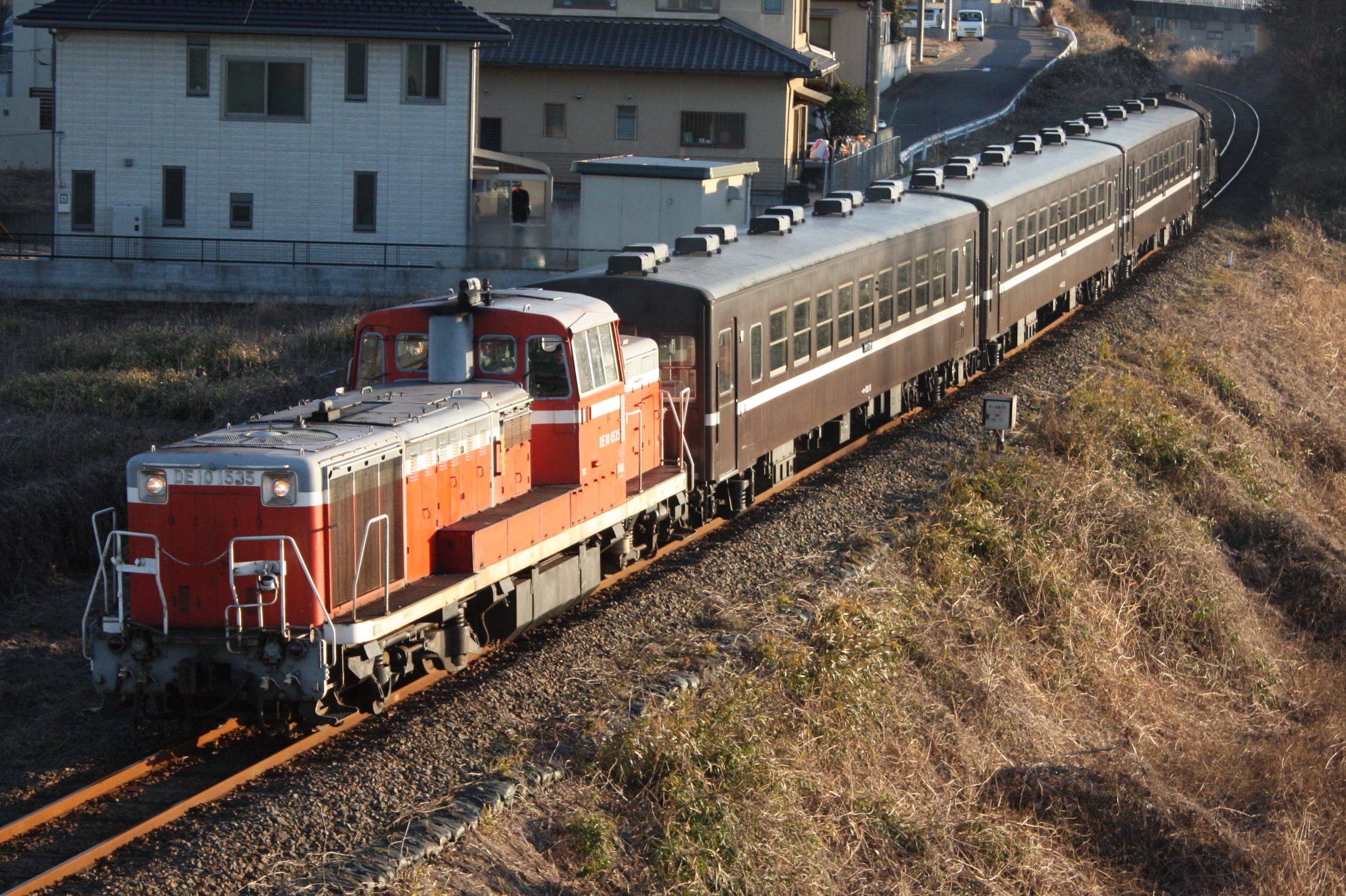
真岡鐵道 DE10 1535 2009年2月1日 折本 - 下館二高前間
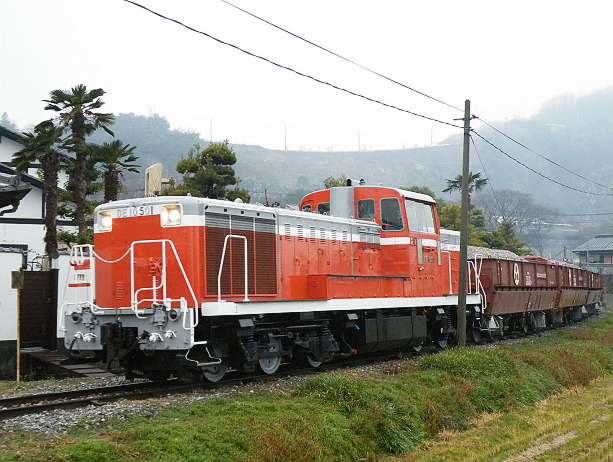
西濃鉄道 DE10 501 （元 DE10 148） 乙女坂 - 美濃赤坂間
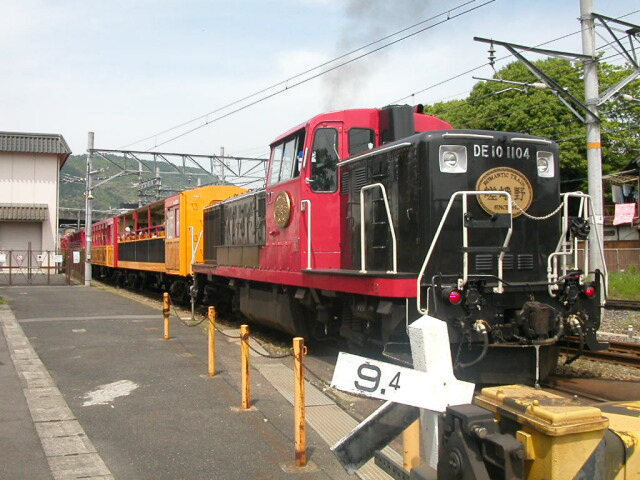
嵯峨野観光鉄道 DE10 1104 JR西日本のDE10 1156も同塗装 2003年5月4日 トロッコ嵯峨駅付近
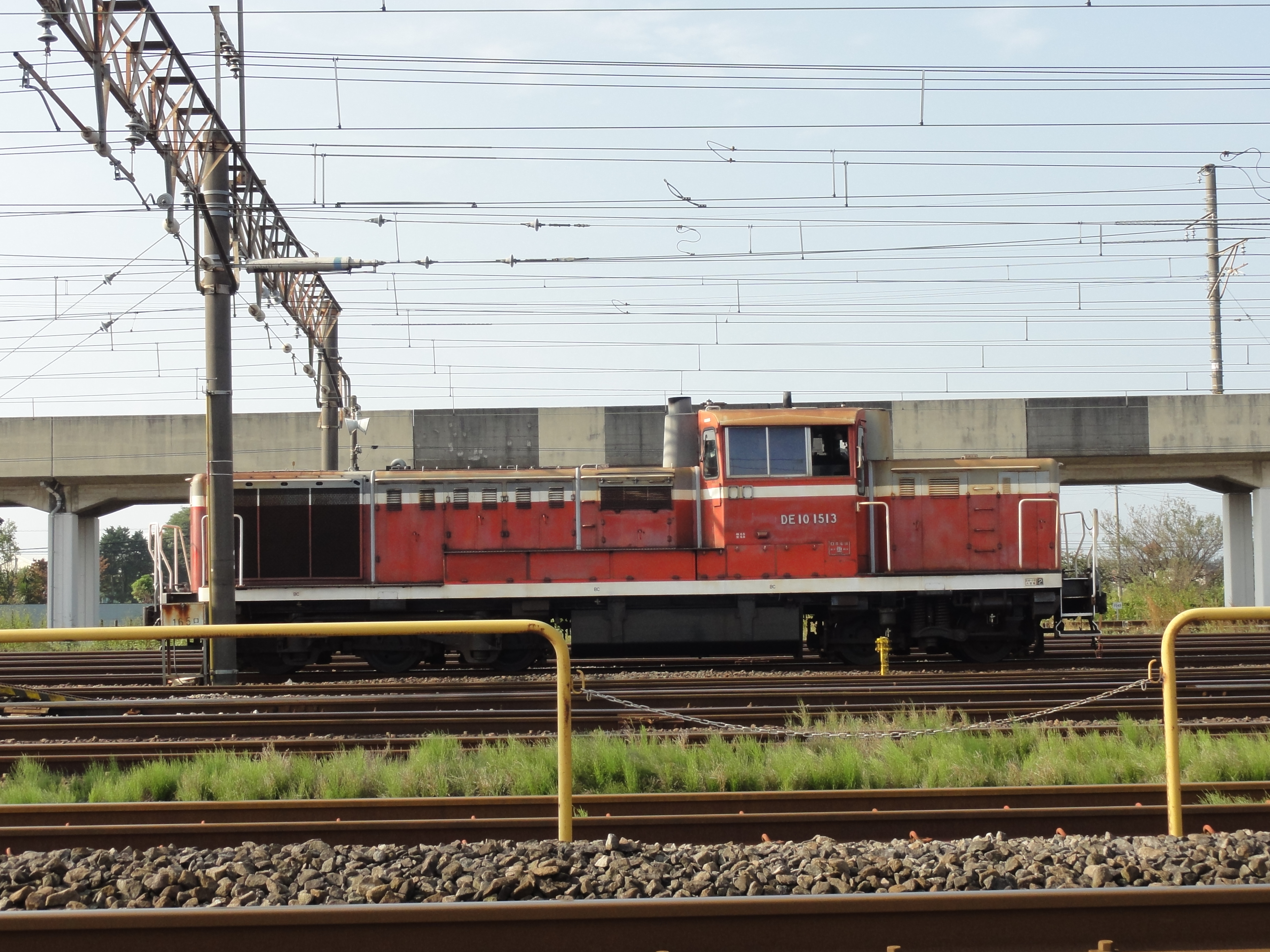
ジェイアール貨物・北関東ロジスティクス DE10 1513 （2017年10月9日） 熊谷貨物ターミナル駅
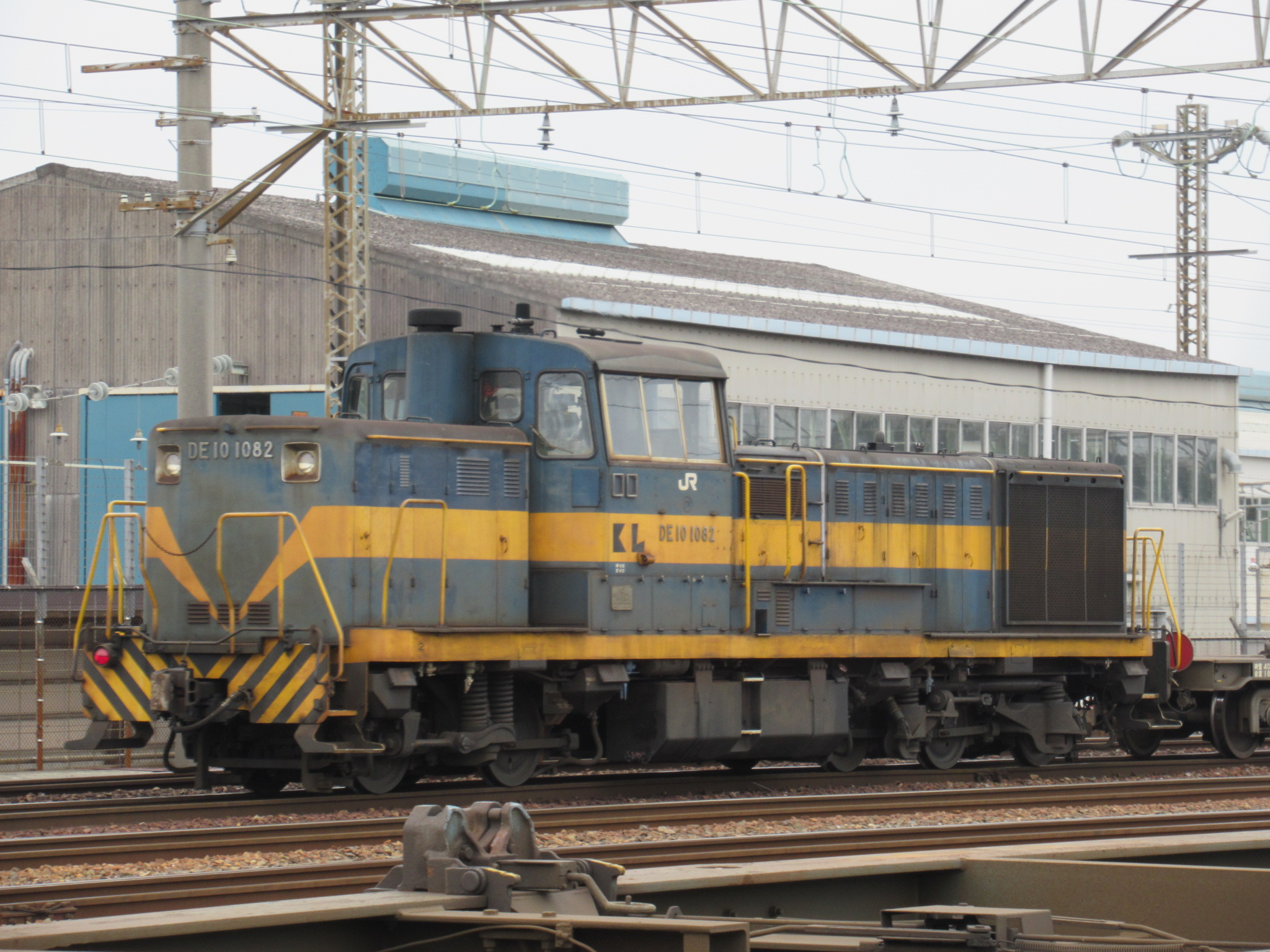
ジェイアール貨物・関西ロジスティクス DE10 1082 （2018年3月3日） 大阪貨物ターミナル駅
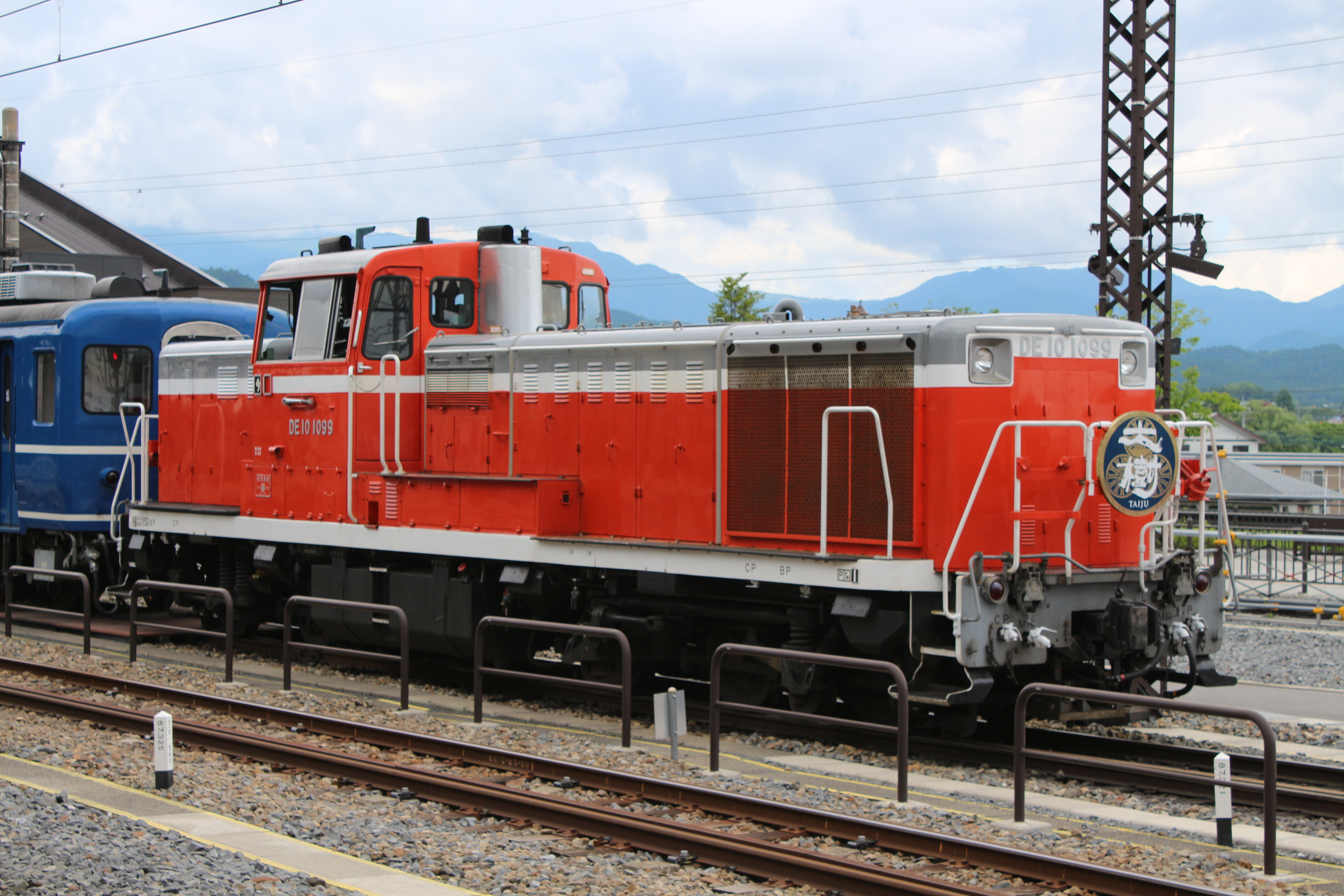
東武鉄道 DE10 1099 （2020年6月20日） 下今市駅
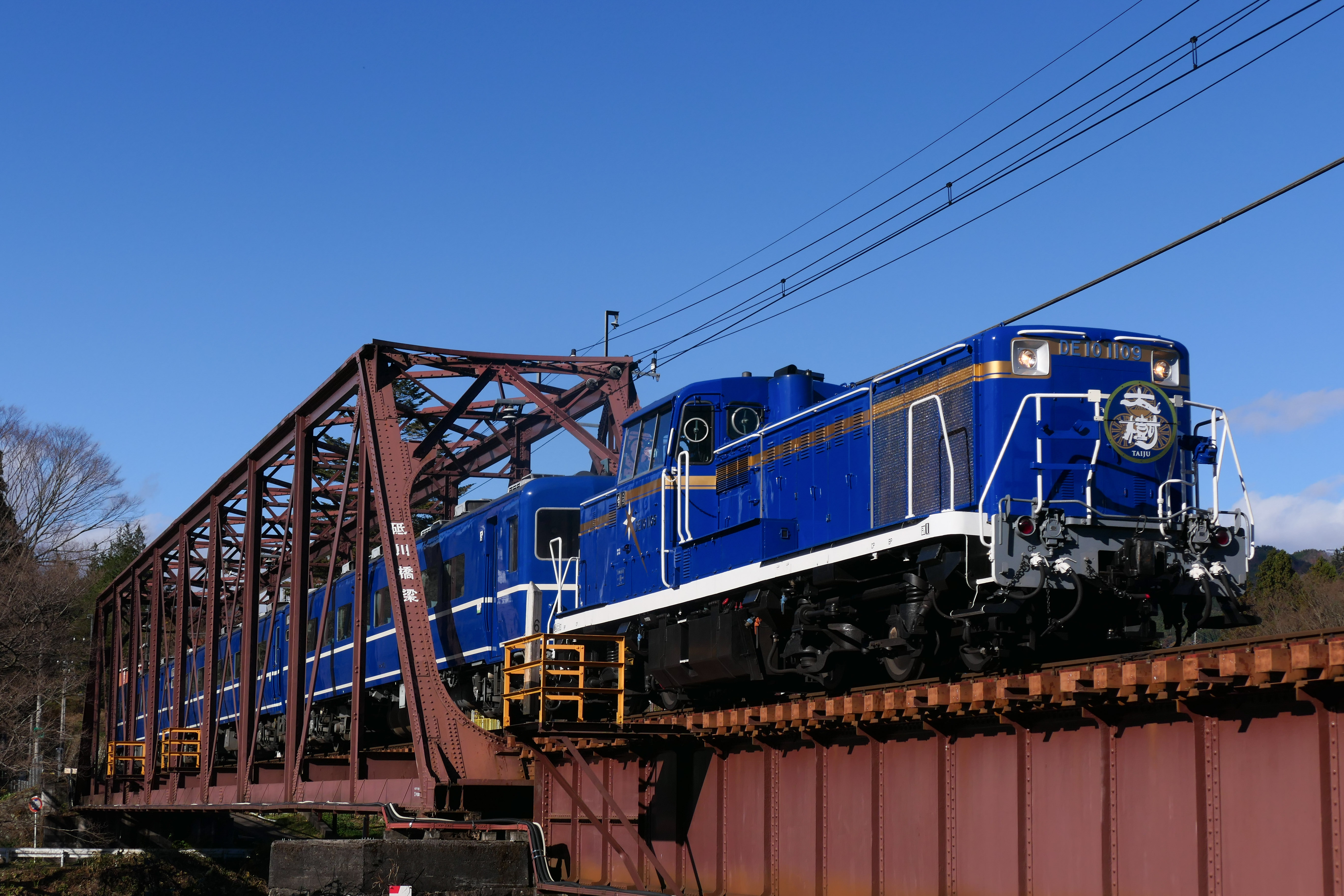
東武鉄道 DE10 1109 （2020年11月19日） 新高徳 - 大桑間
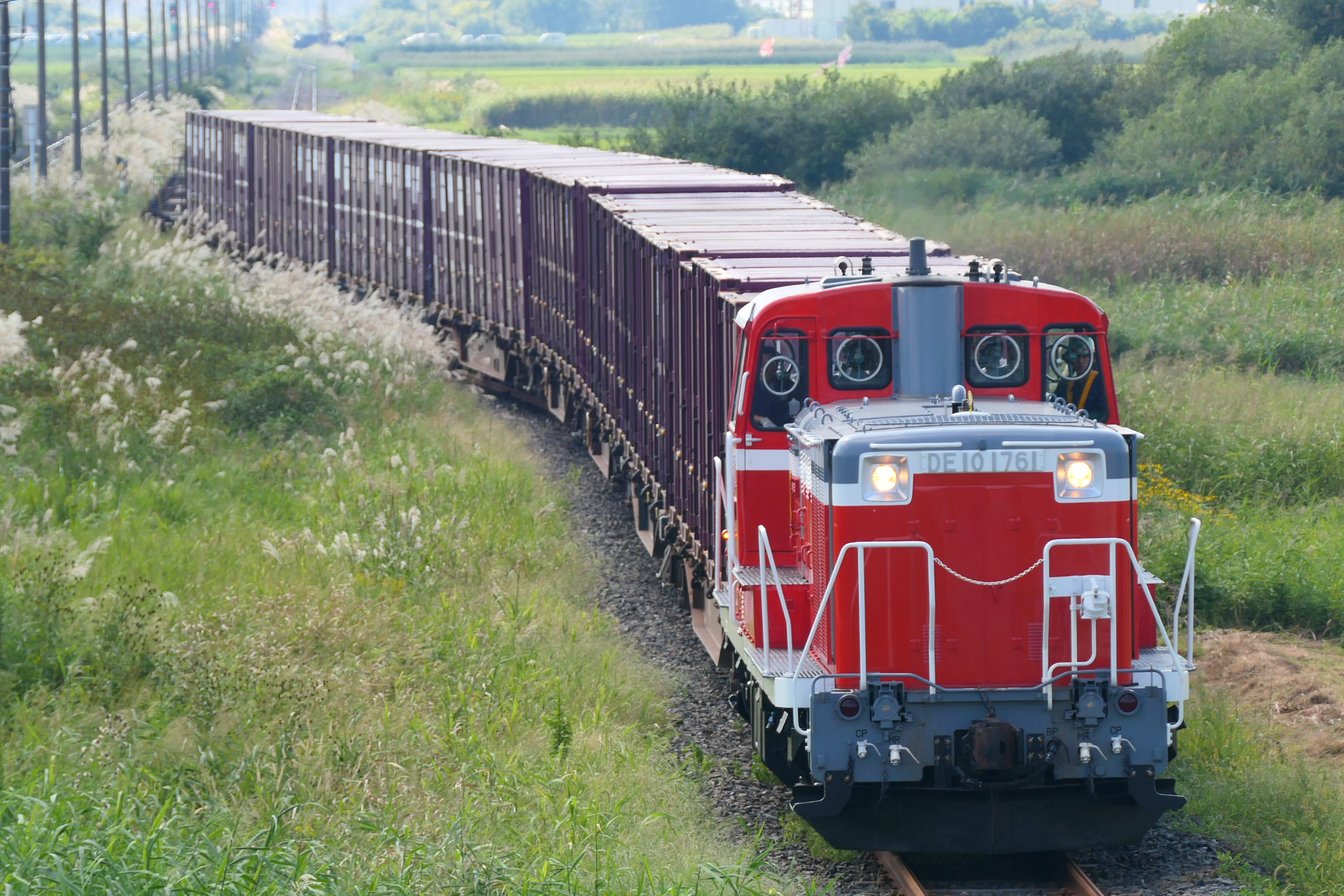
八戸臨海鉄道 DE10 1761 （2020年9月5日） 長苗代駅

## 保存機
| 画像 | 番号             | 所在地                                                     | 備考 |
| ---- | ---------------- | ---------------------------------------------------------- | --- |
|      | DE10 1677        | 北海道常呂郡佐呂間町字永代町65-1 佐呂間町交通公園          | |
|      | DE10 1702        | 北海道三笠市幌内町2丁目287 三笠鉄道記念館                  | |
|      | DE10 503         | 北海道小樽市手宮1丁目3-6 小樽市総合博物館                  | |
|      | DE10 88          | 宮城県角田市枝野字青木地内 角田中央公園交通公園            | ヨ13797と連結されている。 |
|      | DE10 95          | 栃木県真岡市台町 真岡鐵道真岡駅構内                        | |
|      | DE10 1014        | 栃木県真岡市台町2474-6 SLキューロク館                      | 関西フレートサービスより購入。部品取り機であるが塗装は購入後にオリジナルの塗装に塗り替えられている。 |
|      | DE10 11          | 埼玉県鴻巣市南1丁目10 鴻巣市立吹上小学校 ※解体済み         | それまで同地で保存展示されていたC58 363が「SLパレオエクスプレス」に起用されるために搬出されたのち、国鉄時代に廃車となった同機が1987年に展示された。2015年（平成27年）解体。露天の状態で塗り直しもされず、解体直前には塗装のほとんどが錆びにより剥がれていた。 |
|      | DE10 30          | 千葉県いすみ市作田1298 ポッポの丘                          | 機関は除去されている。現在地に移設以前は、閉館まで船の科学館のフローティングパビリオン羊蹄丸内で保存されていた。 |
|      | DE10 1511        | 東京都品川区八潮3丁目 日本貨物鉄道中央研修センター ※非公開 | 公開は同所の見学イベント時のみ。研修用に構体の一部がカットされた状態で保存されている。 |
|      | 神岡鉄道 KMDE101 | 岐阜県飛騨市神岡町東雲 旧奥飛騨温泉口駅前広場 ※解体済み    | |
|      | DE10 1           | 愛媛県西条市大町927-2 四国鉄道文化館南館                   | 国鉄時代に廃車となって以降、長年にわたりJR四国多度津工場に保管され、同工場一般公開時などに公開されていた。2014年（平成26年）に四国鉄道文化館南館の開館に伴い移設されている。機関部分にはアクリルがはめられている。                                            |
|      | DE10 26          | 福岡県鞍手郡鞍手町 歴史民俗資料館 ※解体済み                | 2003年（平成15年）に解体。 |

## 派生形式
本形式の基本構造を踏襲した形式は以下のとおりである。
DE11形
重入換用機関車
DE15形
除雪（ラッセル車）兼用形入換用機関車
DE50形
本線用機関車。DD51形の後継機として試作検討され、本形式をスケールアップして大出力機関を搭載。